# إحصائيات ريال مدريد

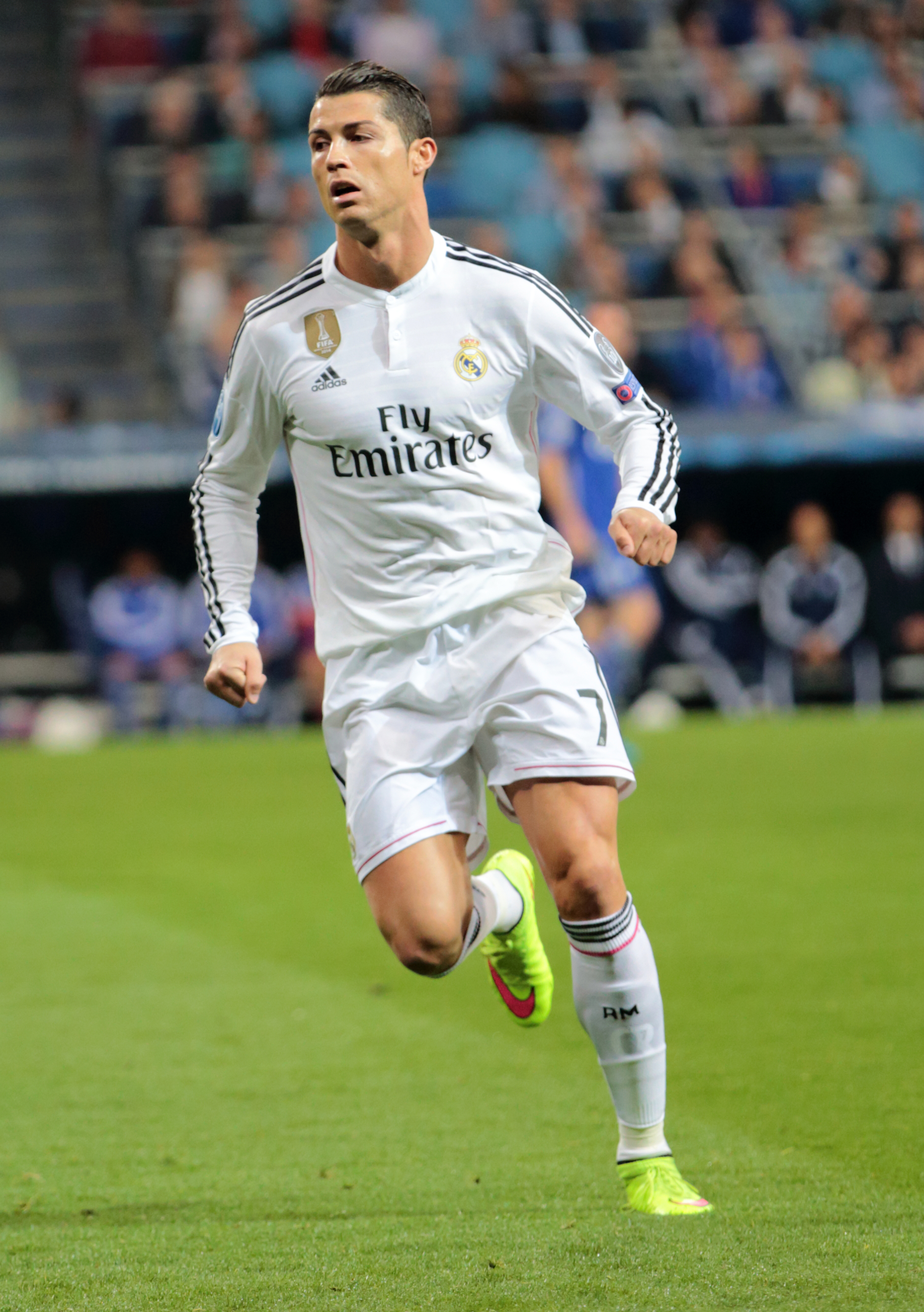
كريستيانو رونالدو هو الهدّاف التاريخي لنادي ريال مدريد برصيد 450 هدفًا في 438 مباراة.

نادي ريال مدريد لكرة القدم (بالإسبانية: Real Madrid Club de Fútbol) المعروف باسم ريال مدريد، هو نادٍ محترف في كرة القدم مقره في مدريد عاصمة إسبانيا. تأسس النادي سنة 1902 تحت اسم "نادي مدريد لكرة القدم"، وخاض أول مباراة رسمية له في 13 مايو 1902، في نصف نهائي كأس التتويج 1902.
يلعب ريال مدريد حاليًا في دوري الدرجة الأولى الإسباني اللا ليغا، وقد كان أحد الأعضاء المؤسسين للدوري منذ 1929، وهو واحد من ثلاثة أندية، إلى جانب برشلونة وأتلتيك بلباو، لم تهبط إلى الدرجة الثانية في تاريخها مُطلقًا. وقد شارك النادي أيضًا في المنافسات الأوروبية منذ أن أصبح أول نادٍ إسباني يشارك في كأس أوروبا (دوري أبطال أوروبا حاليًا) في موسم 1955–56، باستثناء موسمي 1977–78 و1996–97.
تشمل هذه القائمة أهم البطولات التي فاز بها ريال مدريد والسجلات والأرقام القياسية التي حققها النادي، ومدربوه، ولاعبوه. ويشتمل قسم سجلات اللاعبين على تفاصيل هدّافي النادي التاريخيين وأكثر اللاعبين مشاركة في مسابقات الفريق الأولى والأكثر صناعة والسجلات الخاصة بحراسة المرمى وسجلاتٍ أُخرى، كما يُسجّل الإنجازات البارزة للاعبي ريال مدريد على الصعيد الدولي، بالإضافة إلى أعلى رسوم انتقال دُفعت وتلقاها النادي.
يحمل النادي حاليًا الرقم القياسي في عدد مرات الفوز بكأس أوروبا / دوري أبطال أوروبا، برصيد 15 لقبًا، كما يحمل الرقم القياسي في عدد بطولات الدوري الإسباني برصيد 36 لقبًا. بالإضافة إلى ذلك، فاز ريال مدريد بكأس ملك إسبانيا 20 مرة، وكأس السوبر الإسباني 13 مرة، وكأس الدوري الإسباني مرة واحدة، وكأس إيفا دوارتي مرة واحدة، وكأس الاتحاد الأوروبي مرتين، وكأس السوبر الأوروبي 6 مرات، وكأس الإنتركونتيننتال ثلاث مرات، وكأس القارات للأندية مرة واحدة، وكأس العالم للأندية 5 مرات، وكأس لاتينا مرتين، وكوبا أيروأميريكان مرة واحدة.
وبفضل ألقابه الأوروبية الخمسة عشر، يتمتع ريال مدريد بميزة كونه النادي الأكثر نجاحًا على صعيد الألقاب الدولية، حيث يمتلك 35 لقبًا دوليًا، أكثر من أي نادٍ آخر في العالم. وعلى الصعيد المحلي، تحتل ألقابه البالغة 71 لقبًا المركز الثاني بعد برشلونة.
يحمل راؤول الرقم القياسي في عدد المشاركات مع النادي، إذ شارك في 741 مباراة من 1994 إلى 2010؛ أما هدّاف النادي التاريخي فهو المهاجم البرتغالي كريستيانو رونالدو، الذي سجل 450 هدفًا في 438 مباراة في جميع المسابقات من 2009 إلى 2018.
جميع الأرقام والسجلات في هذه المقالة ستكون مختصة فقط في المسابقات الرسمية ما لم يُذكر خِلاف ذلك، والمسابقات الرسمية هي التي شارك فيها ريال مدريد في تاريخه وهي كالتالي; الدوري الإسباني، كأس ملك إسبانيا، كأس السوبر الإسباني، كأس الدوري الإسباني (1982–1986)، كأس إيفا دوارتي (1947–1953)، كأس التتويج (1902)، دوري أبطال أوروبا، الدوري الأوروبي، كأس الكؤوس الأوروبية (1960–1999)، كأس السوبر الأوروبي، كأس لاتينا (1949–1957)، كوبا أيروأميريكان (1994)، كأس العالم للأندية، كأس القارات للأندية، كأس الإنتركونتيننتال (1960–2004). لا تشمل هذه القائمة المباريات التي لعبها ريال مدريد في المسابقات الودية أو المسابقات الإقليمية، مثل بطولة إقليم الوسط الخاصة بمقاطعة مدريد والتي أُقيمت بين عامي 1903 و1940.

## اللاعبين

### المشاركات

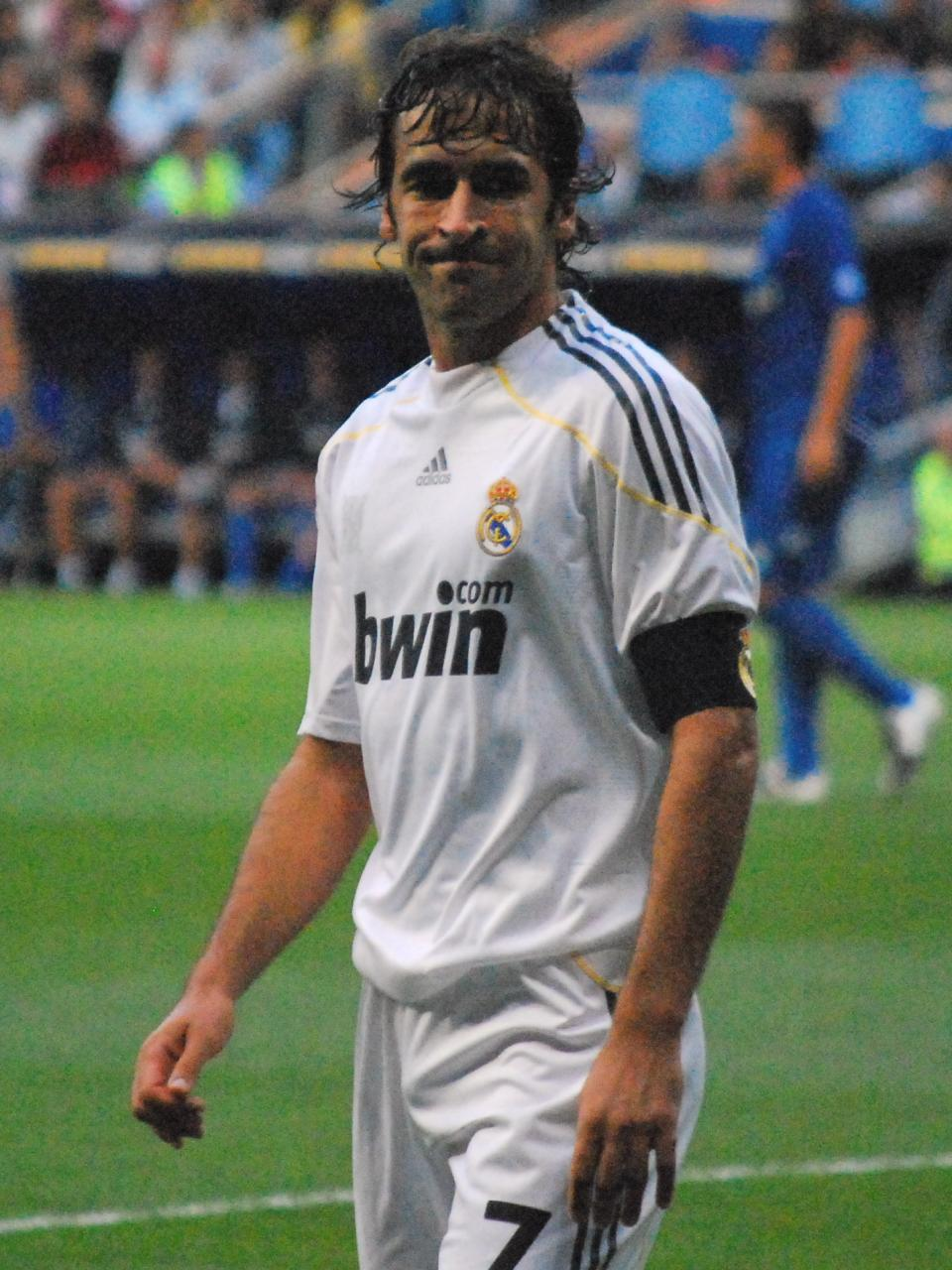
راؤول، أكثر اللاعبين تمثيلًا لريال مدريد عبر التاريخ.

#### الأكثر مشاركة
المباريات الرسمية فقط، تُحتسب المباريات التي يُشارك فيها اللاعب كبديل. اللاعبون بالخط المائل لا يزالون نشطين خارج النادي.
الجدول التالي اعتبارًا من 9 يونيو 2025.
| الترتيب | اللاعب        | السنوات   | الدوري الإسباني | كأس الملك | أوروبا | بطولات أخرى | المجموع |
| ------- | ------------- | --------- | --------------- | --------- | ------ | ----------- | ------- |
| 1       | راؤول         | 1994–2010 | 550             | 37        | 132    | 22          | 741     |
| 2       | إيكر كاسياس   | 1999–2015 | 510             | 40        | 152    | 23          | 725     |
| 3       | مانويل سانشيز | 1983–2001 | 523             | 67        | 99     | 21          | 710     |
| 4       | سيرجيو راموس  | 2005–2021 | 469             | 48        | 129    | 25          | 671     |
| 5       | كريم بنزيما   | 2009–2023 | 439             | 49        | 133    | 27          | 648     |
| 6       | سانتيانا      | 1971–1988 | 461             | 84        | 87     | 13          | 645     |
| 7       | فرناندو هييرو | 1989–2003 | 439             | 43        | 101    | 19          | 602     |
| 8       | باكو خينتو    | 1953–1971 | 427             | 73        | 94     | 6           | 600     |
| 9       | لوكا مودريتش  | 2012–2025 | 394             | 34        | 134    | 35          | 597     |
| 10      | كاماتشو       | 1973–1989 | 414             | 61        | 90     | 12          | 577     |

#### حسب المسابقة
- الأكثر مشاركة في الدوري الإسباني: 550 –  راؤول
- الأكثر مشاركة في كأس الملك: 84 –  سانتيانا
- الأكثر مشاركة في كأس الدوري الإسباني: 13 –  إيزيدورو
- الأكثر مشاركة في كأس السوبر الإسباني: 15 –  سيرجيو راموس
- الأكثر مشاركة في المسابقات الدولية: 162 –  إيكر كاسياس
- الأكثر مشاركة في مسابقات أندية الاتحاد الأوروبي: 157 –  إيكر كاسياس
- الأكثر مشاركة في المسابقات الأوروبية: 155 –  إيكر كاسياس
- الأكثر مشاركة في دوري أبطال أوروبا: 152 –  إيكر كاسياس
- الأكثر مشاركة في كأس الكؤوس الأوروبية: 16 –  غويو بينيتو
- الأكثر مشاركة في الدوري الأوروبي: 44 –  ميتشيل
- الأكثر مشاركة في كأس السوبر الأوروبي: 6
  -  داني كارفاخال
  -  لوكا مودريتش
- الأكثر مشاركة في كأس الإنتركونتيننتال: 3
  -  باتشين
  -  فرناندو هييرو
  -  راؤول غونزاليس
  -  روبرتو كارلوس
- الأكثر مشاركة في كأس العالم للأندية: 14 –  لوكا مودريتش
- الأكثر مشاركة في كأس القارات للأندية: 1 – 16 لاعبًا

#### الأكبر والأصغر سنًا
- أصغر لاعب: 16 سنوات و157 أيام –  مارتين أوديغارد ضد خيتافي، الدوري الإسباني 2014–15، 23 مايو 2015[3]
- أصغر لاعب، بما في ذلك المسابقات الإقليمية: 15 سنوات و38 أيام –  رينيه بيتي ضد ريال سوسيداد، بطولة إقليم الوسط، 15 نوفمبر 1914[4]
- أصغر لاعب، بما في ذلك المباريات الودية: 12 سنوات و272 أيام –  خوسيه غاندارياس ضد ديبورتيفو لاكورونيا، مباراة ودية، 17 ديسمبر 1916[5]
- أكبر لاعب: 39 سنوات و303 أيام –  لوكا مودريتش ضد باريس سان جيرمان، كأس العالم للأندية 2025، 9 يوليو 2025
- أكبر لاعب يشارك لأول مرة: 34 سنوات و271 أيام –  جيرزي دوديك ضد أليكانتي، كأس ملك إسبانيا 2007–08، 19 ديسمبر 2007
- أكبر فارق عمري بين لاعبين في نفس المباراة: 21 سنوات و200 أيام – لوكا مودريتش ودانييل يانيز ضد جيرونا، الدوري الإسباني 2024–25، 7 ديسمبر 2024.

#### الأقارب
ملاحظة: يتطلب أن يُشارك اللاعبين في مباراة رسمية واحدة على الأقل حتى يتم إدراجهم في القوائم التالية، لا يتضمن مشاركة اللاعبين في البطولات الودية أو الإقليمية، أو أولئك الذين انضموا إلى ريال مدريد من غير أي مشاركة.
- آباء وأبناء لعبوا لريال مدريد:
  -  مانويل سانشيز مارتينيز (1965–1971) وابنه مانويل سانشيز هونتيويلو (1983–2001)
  -  إيسيدرو سانشيز (1961–1965) وابنه كيكي سانشيز فلوريس (1994–1996)
  -  ميغيل بيريز (1967–1971) وابنه أليكس بيريز (2004–2005)
  -  باكو يورينتي (1987–1994) وابنه ماركوس يورينتي (2015–2019)
  -  زين الدين زيدان (2001–2006) وأبناؤه إنزو زيدان (2016–2017) ولوكا زيدان (2017–2019)
- أشقاء لعبوا لريال مدريد:
  -  ماريو خيرالت (1900–1903)، أرماندو خيرالت (1900–1907) وخوسيه خيرالت (1900–1907)
  -  خواكين يارزا (1904–1907) ومانويل يارزا (1904–1908)
  -  فرانسيسكو جوزمان (1909–1911)، لويس جوزمان (1909–1911) وخوسيه جوزمان (1909–1911)
  -  سوتيرو أرانغورين (1912–1917) وإيلوجيو أرانغورين (1915–1918)
  -  سانتياغو برنابيو (1911–1926) ومارسيلو بيرنابيو (1910–1915)
  -  رينيه بيتي (1914–1917) وخوان بيتيت (1914–1917)
  -  مانويل كومينجس (1917–1920) وفرانسيسكو كومينجس (1925–1930)
  -  لويس ريغيرو (1931–1936) وبيدرو ريجويرو (1932–1936)
  -  أنطونيو ألسوا (1940–1948) ورافاييل ألسوا (1943–1944)
  -  خواكين نافارو (1949–1957) وألفونسو نافارو (1950–1951)
  -  خوان ألونسو (1949–1960) وغابرييل ألونسو (1950–1954)
  -  أنخيل أتينثا (1954–1959) وأدولفو أتينيثا (1953–1955)
  -  باكو خينتو (1953–1971) وأنطونيو خينتو (1961–1962)
  -  باكو يورينتي (1987–1994) وخوليو يورينتي (1988–1990)
  -  ألفونسو بيريز (1990–1995) وإيفان بيريز (1995–1996)
  -  ناتشو (2010–2024) وأليكس فرنانديز (2010–2013)
  -  إنزو زيدان (2016–2017) ولوكا زيدان (2017–2019)
- جد وحفيده لعبوا لريال مدريد:
  -  ماركيتوس (1954–1962) وحفيده ماركوس ألونسو (2009–2010)

#### أرقام أخرى
- أكثر عدد من المواسم: 18
  -  باكو خينتو، 1953–1971
  -  ميغيل أنخيل، 1968–1986[ج]
  -  مانويل سانشيز، 1983–2001
- أكثر عدد من المباريات في موسم واحد: 65 –  فيديريكو فالفيردي، 2024–25
- أكثر عدد من المباريات كأساسي في موسم واحد: 62 –  فيديريكو فالفيردي، 2024–25
- أكثر عدد من المباريات المتتالية: 105 –  فرانسيسكو بويو، 31 أغسطس 1986 – 10 أبريل 1988
- أكثر عدد من المباريات المتتالية في الدوري الإسباني: 171 –  ألفريدو دي ستيفانو، 27 سبتمبر 1953 – 22 فبراير 1959
- أكثر عدد من المباريات للاعب أجنبي: 648 –  كريم بنزيما، 2009–2023
- أكثر عدد من المباريات كبديل: 207 –  غوتي، 1995–2010
- أكثر عدد من المباريات المتتالية كبديل: 17 –  سانتياغو سولاري، 23 مارس 2003 – 27 سبتمبر 2003
- أكثر عدد من المباريات التي تم استبداله فيها: 298 –  كريم بنزيما، 2009–2023

### الأهداف

#### الأكثر تهديفًا
المباريات الرسمية فقط. تظهر المشاركات الإجمالية بين الأقواس. اللاعبون بخط مائل ما زالوا نشطين خارج النادي.
اعتبارًا من 4 يونيو 2023.
| الترتيب | اللاعب             | السنوات   | الدوري الإسباني | كأس ملك إسبانيا | أوروبا    | أخرى    | الإجمالي  | المعدل |
| ------- | ------------------ | --------- | --------------- | --------------- | --------- | ------- | --------- | ------ |
| 1       | كريستيانو رونالدو  | 2009–2018 | 311 (292)       | 22 (30)         | 105 (101) | 12 (15) | 450 (438) | 1.03   |
| 2       | كريم بنزيما        | 2009–2023 | 238 (439)       | 25 (49)         | 78 (133)  | 13 (27) | 354 (648) | 0.55   |
| 3       | راؤول              | 1994–2010 | 228 (550)       | 18 (37)         | 66 (132)  | 11 (22) | 323 (741) | 0.44   |
| 4       | ألفريدو دي ستيفانو | 1953–1964 | 216 (282)       | 40 (50)         | 49 (58)   | 3 (6)   | 308 (396) | 0.78   |
| 5       | سانتيانا           | 1971–1988 | 186 (461)       | 49 (84)         | 47 (87)   | 8 (13)  | 290 (645) | 0.45   |
| 6       | فيرينتس بوشكاش     | 1958–1966 | 156 (180)       | 49 (41)         | 35 (39)   | 2 (2)   | 242 (262) | 0.92   |
| 7       | هوغو سانشيز        | 1985–1992 | 164 (207)       | 19 (32)         | 23 (39)   | 2 (4)   | 208 (282) | 0.74   |
| 8       | باكو خينتو         | 1952–1971 | 127 (427)       | 21 (73)         | 31 (94)   | 4 (6)   | 183 (600) | 0.31   |
| 9       | بيري               | 1964–1980 | 123 (417)       | 25 (67)         | 23 (75)   | 0 (2)   | 171 (561) | 0.3    |
| 10      | إيميليو بوتراغينيو | 1983–1995 | 123 (341)       | 15 (39)         | 27 (75)   | 5 (8)   | 170 (463) | 0.37   |

#### حسب البطولة

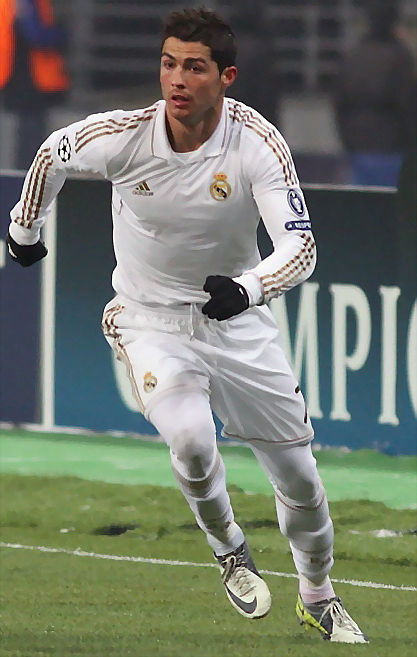
كريستيانو رونالدو، صاحب الرقم القياسي في عدد الأهداف في تاريخ ريال مدريد

- الأكثر تسجيلاً في جميع المسابقات: 450 –  كريستيانو رونالدو، 2009–2018
- الأكثر تسجيلاً في الدوري الإسباني: 311 –  كريستيانو رونالدو، 2009–2018
- الأكثر تسجيلاً في كأس ملك إسبانيا: 49
  -  فيرينتس بوشكاش، 1958–1966
  -  سانتيانا، 1971–1988
- الأكثر تسجيلاً في كأس الدوري الإسباني: 8 –  سانتيانا، 1971–1988
- الأكثر تسجيلاً في كأس السوبر الإسباني: 7
  -  راؤول، 1994–2010
  -  كريم بنزيما، 2009–2023
- الأكثر تسجيلاً في المسابقات الدولية: 113 –  كريستيانو رونالدو، 2009–2018
- الأكثر تسجيلاً في المسابقات الأوروبية: 107 –  كريستيانو رونالدو، 2009–2018
- الأكثر تسجيلاً في دوري أبطال أوروبا: 105 –  كريستيانو رونالدو، 2009–2018
- الأكثر تسجيلاً في كأس الكؤوس الأوروبية: 11 –  سانتيانا، 1971–1988
- الأكثر تسجيلاً في الدوري الأوروبي: 15 –  سانتيانا، 1971–1988
- الأكثر تسجيلاً في كأس السوبر الأوروبي: 2
  -  كريستيانو رونالدو، 2009–2018
  -  سيرجيو راموس، 2005–2021
  -  كريم بنزيما، 2009–2023
- الأكثر تسجيلاً في كأس الإنتركونتيننتال: 2 –  فيرينتس بوشكاش، 1958–1966
- الأكثر تسجيلاً في كأس العالم للأندية: 6
  -  كريستيانو رونالدو، 2009–2018
  -  غاريث بيل، 2013–2022
- الأكثر تسجيلاً في كأس القارات للأندية: 1
  -  كيليان مبابي، 2024–
  -  رودريغو، 2019–
  -  فينيسيوس جونيور، 2018–

#### في موسم واحد
يسرد هذا الجدول اللاعبين الذين سجلوا على الأقل 40 هدفًا في موسم واحد. مرتبة حسب الأهداف المسجلة وحسب الموسم.
| الترتيب | اللاعب             | الأهداف | الموسم  | الدوري | الكؤوس المحلية | البطولات القارية |
| ------- | ------------------ | ------- | ------- | ------ | -------------- | ---------------- |
| 1       | كريستيانو رونالدو  | 61      | 2014–15 | 48     | 1              | 12               |
| 2       | كريستيانو رونالدو  | 60      | 2011–12 | 46     | 4              | 10               |
| 3       | كريستيانو رونالدو  | 55      | 2012–13 | 34     | 9              | 12               |
| 4       | كريستيانو رونالدو  | 53      | 2010–11 | 40     | 7              | 6                |
| 5       | كريستيانو رونالدو  | 51      | 2013–14 | 31     | 3              | 17               |
| 5       | كريستيانو رونالدو  | 51      | 2015–16 | 35     | 0              | 16               |
| 7       | فيرينتس بوشكاش     | 47      | 1959–60 | 25     | 10             | 12               |
| 8       | فيرينتس بوشكاش     | 44      | 1960–61 | 28     | 14             | 2                |
| 8       | كريستيانو رونالدو  | 44      | 2017–18 | 26     | 1              | 17               |
| 8       | كريم بنزيما        | 44      | 2021–22 | 27     | 2              | 15               |
| 8       | كيليان مبابي       | 44      | 2024–25 | 31     | 3              | 10               |
| 12      | ألفريدو دي ستيفانو | 43      | 1956–57 | 31     | 3              | 9                |
| 12      | هوغو سانشيز        | 43      | 1986–87 | 34     | 6              | 3                |
| 14      | هوغو سانشيز        | 42      | 1989–90 | 38     | 3              | 1                |
| 14      | كريستيانو رونالدو  | 42      | 2016–17 | 25     | 1              | 16               |
| 16      | فيرينتس بوشكاش     | 40      | 1961–62 | 20     | 13             | 7                |

- أفضل نسبة أهداف في موسم واحد: 1.305 –  فيرينتس بوشكاش، ريال مدريد موسم 1959–60

##### في موسم واحد حسب المسابقة
- الأكثر تسجيلاً في موسم واحد في جميع المسابقات: 61 –  كريستيانو رونالدو، 2014–15
- الأكثر تسجيلاً في موسم واحد في الدوري الإسباني: 48 –  كريستيانو رونالدو، 2014–15
- الأكثر تسجيلاً في موسم واحد في كأس ملك إسبانيا: 14 –  فيرينتس بوشكاش، 1960–61
- الأكثر تسجيلاً في موسم واحد في كأس الدوري الإسباني: 5 –  سانتيانا، 1982–83
- الأكثر تسجيلاً في موسم واحد في دوري أبطال أوروبا: 17 –  كريستيانو رونالدو، 2013–14[7]
  - الأكثر تسجيلاً في مرحلة المجموعات في دوري أبطال أوروبا: 11 –  كريستيانو رونالدو، 2015–16
  - الأكثر تسجيلاً في مرحلة خروج المغلوب في دوري أبطال أوروبا: 10
    -  كريستيانو رونالدو، 2016–17
    -  كريم بنزيما، 2021–22
- الأكثر تسجيلاً في موسم واحد في الدوري الأوروبي: 7 –  خورخي فالدانو، 1985–86
- الأكثر تسجيلاً في موسم واحد في كأس الكؤوس الأوروبية: 8 –  سانتيانا، 1982–83
- الأكثر تسجيلاً في موسم واحد في كأس العالم للأندية: 4
  -  كريستيانو رونالدو، 2016
  -  غونزالو غارسيا، 2025

#### في مباراة واحدة

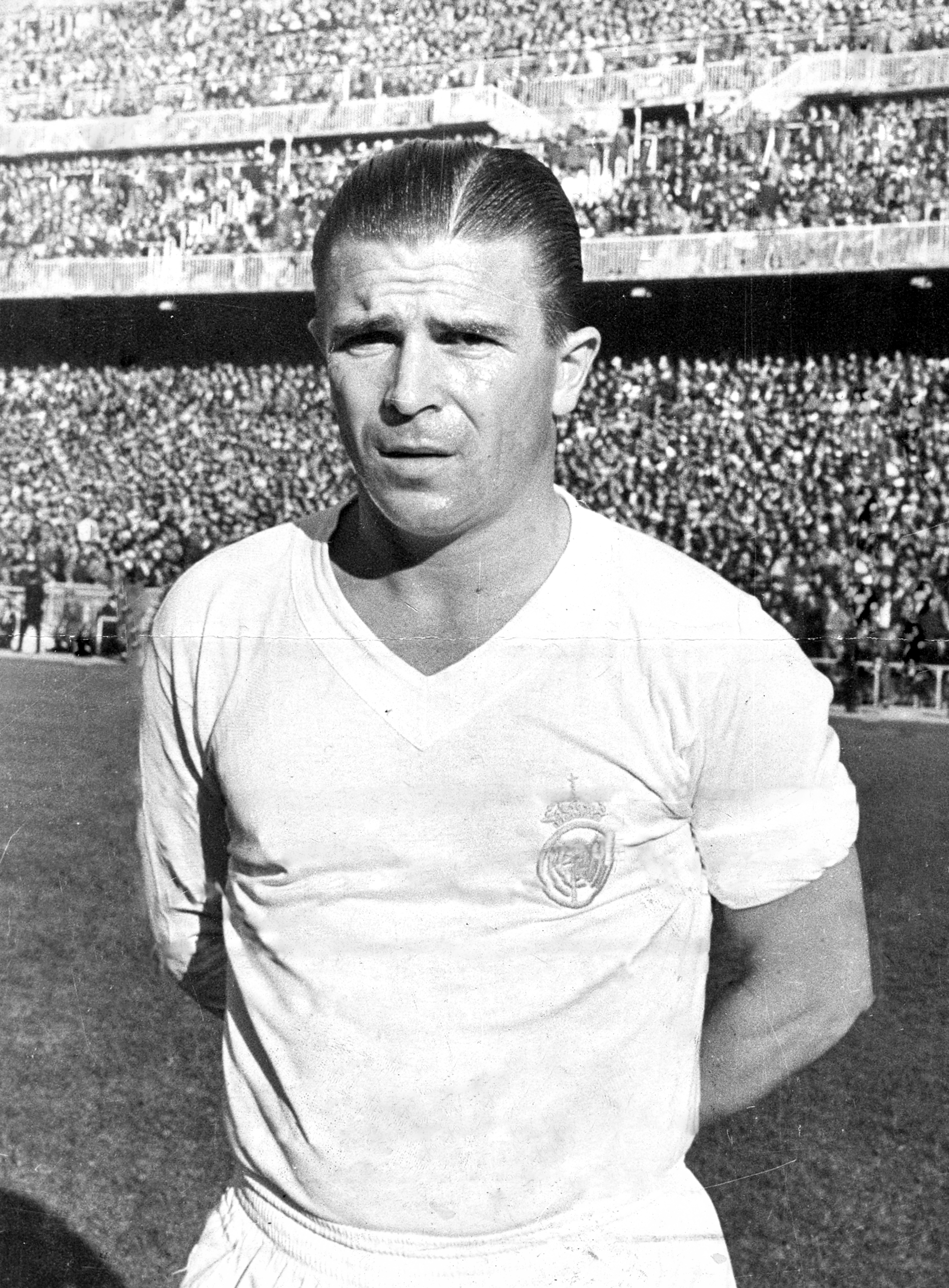
فيرينتس بوشكاش، اللاعب الوحيد الذي سجل ستة أهداف في مباراة واحدة في تاريخ ريال مدريد.

- الأكثر تسجيلاً في مباراة واحدة في جميع المسابقات: 6 –  فيرينتس بوشكاش ضد ريال بيتيس، كأس ملك إسبانيا 1960–61، 18 يونيو 1961
- الأكثر تسجيلاً في مباراة واحدة في الدوري الإسباني: 5
  -  مانويل ألداي ضد إسبانيول، 28 فبراير 1943
  -  ميغيل مونيوز ضد لاردة، 30 يناير 1951
  -  خوسيه كاسترو ضد إلتشي، 7 فبراير 1960
  -  فرناندو مورينتس ضد لاس بالماس، 9 فبراير 2002
  -  كريستيانو رونالدو ضد غرناطة، 5 أبريل 2015[8]
  -  كريستيانو رونالدو ضد إسبانيول، 12 سبتمبر 2015
- الأكثر تسجيلاً في مباراة واحدة في كأس ملك إسبانيا: 6 –  فيرينتس بوشكاش ضد ريال بيتيس، 18 يونيو 1961
- الأكثر تسجيلاً في مباراة واحدة في كأس الدوري الإسباني: 4 –  سانتيانا ضد ريال سرقسطة، 22 يونيو 1983
- الأكثر تسجيلاً في مباراة واحدة في كأس السوبر الإسباني: 3
  -  راؤول ضد ريال سرقسطة، كأس السوبر الإسباني 2001، 22 أغسطس 2001
  -  فينيسيوس جونيور ضد برشلونة، نهائي كأس السوبر الإسباني 2023–24، 14 يناير 2024
- الأكثر تسجيلاً في مباراة واحدة في دوري أبطال أوروبا: 4
  -  فيرينتس بوشكاش ضد آينتراخت فرانكفورت، نهائي كأس أوروبا 1959–60، وضد فاينورد، الدور التمهيدي من كأس أوروبا 1965–66
  -  ألفريدو دي ستيفانو ضد إشبيلية، ربع نهائي كأس أوروبا 1957–58، وضد فينر، ربع نهائي كأس أوروبا 1958–59
  -  هوغو سانشيز ضد سواروفسكي تيرول، الدور الثاني كأس أوروبا 1990–91
  -  كريستيانو رونالدو ضد مالمو، مرحلة المجموعات دوري أبطال أوروبا 2015–16
- الأكثر تسجيلاً في مباراة واحدة في الدوري الأوروبي: 3
  -  إيميليو بوتراغينيو ضد أندرلخت، الدور الثالث من كأس الاتحاد الأوروبي 1984–85، 12 ديسمبر 1984
  -  فرناندو هييرو ضد توربيدو موسكو، الدور الثاني من كأس الاتحاد الأوروبي 1992–93، 21 أكتوبر 1992
- الأكثر تسجيلاً في مباراة واحدة في كأس الكؤوس الأوروبية: 3 –  خوان بلانيليس ضد هيبرنيانز، الدور الأول من كأس الكؤوس الأوروبية 1970–71، 30 سبتمبر 1970
- الأكثر تسجيلاً في مباراة واحدة في كأس السوبر الأوروبي: 2 –  كريستيانو رونالدو ضد إشبيلية، كأس السوبر الأوروبي 2014، 12 أغسطس 2014
- الأكثر تسجيلاً في مباراة واحدة في كأس الإنتركونتيننتال: 2 –  فيرينتس بوشكاش ضد بنيارول، كأس الإنتركونتيننتال 1960، 4 سبتمبر 1960
- الأكثر تسجيلاً في مباراة واحدة في كأس العالم للأندية: 3
  -  كريستيانو رونالدو ضد كاشيما أنتلرز، كأس العالم للأندية 2016، 18 ديسمبر 2016
  -  غاريث بيل ضد كاشيما أنتلرز، نصف نهائي كأس العالم للأندية 2018، 19 ديسمبر 2018
- الأكثر تسجيلاً في مباراة واحدة في كأس القارات للأندية: 1
  -  كيليان مبابي ضد باتشوكا، نهائي كأس القارات للأندية 2024، 18 ديسمبر 2024
  -  رودريغو ضد باتشوكا، نهائي كأس القارات للأندية 2024، 18 ديسمبر 2024
  -  فينيسيوس جونيور ضد باتشوكا، نهائي كأس القارات للأندية 2024، 18 ديسمبر 2024
- الأكثر تسجيلاً في مباراة خارج أرضه: 5 –  كريستيانو رونالدو ضد إسبانيول، 12 سبتمبر 2015
- الأكثر تسجيلاً في مباراة نهائية: 4 –  فيرينتس بوشكاش ضد آينتراخت فرانكفورت، نهائي كأس أوروبا 1960، 18 مايو 1960

#### أهداف تاريخية
| الهدف                              | الاسم              | التاريخ        | المباراة                      |
| ---------------------------------- | ------------------ | -------------- | ----------------------------- |
| الأول على الإطلاق                  | آرثر جونسون        | 13 مايو 1902   | برشلونة 3–1 مدريد             |
| الأول في كأس ملك إسبانيا           | أرماندو جيرالت     | 6 أبريل 1903   | مدريد 4–1 إسبانيول            |
| الأول في الدوري الإسباني           | خايمي لازكانو      | 10 فبراير 1929 | ريال مدريد 5–0 أوروبا         |
| الألف في الدوري الإسباني           | باهينيو            | 5 نوفمبر 1950  | أتلتيك 2–5 ريال مدريد         |
| الأول في دوري أبطال أوروبا         | ميغيل مونيوز       | 8 سبتمبر 1955  | سيرفيت 0–2 ريال مدريد         |
| الألفين في الدوري الإسباني         | باكو خينتو         | 9 نوفمبر 1963  | ريال مدريد 3–1 بونتيفيدرا     |
| الثلاثة آلاف في الدوري الإسباني    | خوانيتو            | 20 يناير 1982  | سالامانكا 1–3 ريال مدريد      |
| الألف في كأس ملك إسبانيا           | إيميليو بوتراغينيو | 5 فبراير 1986  | ريكرياتيفو 3–1 ريال مدريد     |
| الأربعة آلاف في الدوري الإسباني    | إيفان زامورانو     | 22 ديسمبر 1994 | بلد الوليد 0–5 ريال مدريد     |
| الخمسة آلاف في الدوري الإسباني     | غوتي               | 14 سبتمبر 2008 | ريال مدريد 4–3 نومانسيا       |
| الألف في المسابقات الدولية         | غاريث بيل          | 27 نوفمبر 2013 | ريال مدريد 4–1 غلطة سراي      |
| الألف في مسابقات الأندية الأوروبية | كريم بنزيما        | 16 سبتمبر 2014 | ريال مدريد 5–1 بازل           |
| الستة آلاف في الدوري الإسباني      | ماركو أسينسيو      | 18 فبراير 2018 | بيتيس 3–5 ريال مدريد          |
| الألف في دوري أبطال أوروبا         | كريم بنزيما        | 3 نوفمبر 2021  | ريال مدريد 2–1 شاختار دونيتسك |

#### التسجيل المتتالي

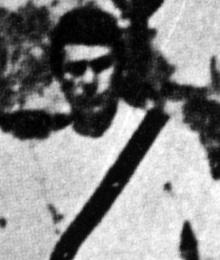
آرثر جونسون، أول لاعب يسجل هدفًا رسميًا في تاريخ ريال مدريد.

- أكثر عدد من المباريات المتتالية التي تم تسجيل أهداف فيها: 12 –  كريستيانو رونالدو (مرتين)، 25 أغسطس 2014 – 1 نوفمبر 2014 و 10 فبراير 2018 – 18 أبريل 2018[9]
- أكثر عدد من المباريات المتتالية التي تم تسجيل أهداف فيها في الدوري الإسباني: 11 –  كريستيانو رونالدو، 25 أغسطس 2014 – 22 نوفمبر 2014[د]
- أكثر عدد من المباريات المتتالية التي تم تسجيل أهداف فيها في كأس ملك إسبانيا: 7
  -  غاسبار روبيو، 16 ديسمبر 1928 – 27 يناير 1929
  -  فيرينتس بوشكاش، 19 يونيو 1960 – 1 يونيو 1961
- أكثر عدد من المباريات المتتالية التي تم تسجيل أهداف فيها في دوري أبطال أوروبا: 11 –  كريستيانو رونالدو، 3 يونيو 2017 – 11 أبريل 2018[10]

#### الهاتريك
- أكثر عدد من الهاتريك: 44 –  كريستيانو رونالدو، 2009–2018
- أكثر عدد من الهاتريك في الدوري الإسباني: 34 –  كريستيانو رونالدو، 2009–2018
- أكثر عدد من الهاتريك في كأس ملك إسبانيا: 6 –  فيرينتس بوشكاش، 1958–1966
- أكثر عدد من الهاتريك في دوري أبطال أوروبا: 7 –  كريستيانو رونالدو، 2009–2018
- أكثر عدد من الهاتريك في موسم واحد: 8 –  كريستيانو رونالدو، 2014–15[ه]
- أسرع ثلاثة أهداف: 4 دقائق –  باهينيو ضد خيمناستيك، الدوري الإسباني 1949–50، 16 أبريل 1950
- أسرع هاتريك: 7 دقائق
  -  أمانسيو ضد سبارتا براغ، كأس أوروبا 1967–68، 6 مارس 1968
  -  كريم بنزيما ضد بلد الوليد، الدوري الإسباني 2022–23، 2 أبريل 2023
- أسرع أربعة أهداف: 18 دقيقة –  باهينيو ضد خيمناستيك، الدوري الإسباني 1949–50، 16 أبريل 1950
- أسرع خمسة أهداف: 39 دقيقة –  خوسيه كاسترو ضد إلتشي، الدوري الإسباني 1959–60، 7 فبراير 1960[11]
- أصغر لاعب يسجل هاتريك: 18 سنوات و113 أيام –  راؤول ضد فيرينتسفاروشي، دوري أبطال أوروبا 1995–96، 18 أكتوبر 1995[12]
- أصغر لاعب يسجل هاتريك في الدوري الإسباني: 20 سنوات و334 أيام –  غونزالو هيغواين ضد مالقا، الدوري الإسباني 2008–09، 8 نوفمبر 2008[و]
- أصغر لاعب يسجل هاتريك في كأس ملك إسبانيا: 18 سنوات و329 أيام –  خوان مونخاردين ضد أريناس غوتكسو، كأس ملك إسبانيا 1922، 19 مارس 1922
- أكبر لاعب يسجل هاتريك: 38 سنوات و173 أيام –  فيرينتس بوشكاش ضد فاينورد، كأس أوروبا 1965–66، 22 سبتمبر 1965[و]
- أكبر لاعب يسجل هاتريك في الليغا: 37 سنوات و255 أيام –  ألفريدو دي ستيفانو ضد ريال مورسيا، الدوري الإسباني 1962–63، 15 مارس 1963
- أكبر لاعب يسجل هاتريك في كأس ملك إسبانيا: 38 سنوات و44 أيام –  فيرينتس بوشكاش ضد فالنسيا الرديف، كأس ملك إسبانيا 1964–65، 16 مايو 1965[و]
- أكثر عدد من الهاتريك المتتالي: 3 –  فيرينتس بوشكاش، 8 مايو 1960 – 5 يونيو 1960[ز]
- أطول فترة بين هاتريكين متتاليين: 9 سنوات و154 أيام –  فرناندو هييرو، 21 أكتوبر 1992 – 24 مارس 2002
- أطول فترة بين أول وآخر هاتريك: 12 سنوات و132 أيام –  كريم بنزيما، 18 ديسمبر 2010 – 29 أبريل 2023
- لاعبون سجلوا هاتريك في مباراة نهائية:
  -  ألفريدو دي ستيفانو ضد آينتراخت فرانكفورت، نهائي كأس أوروبا 1960، 18 مايو 1960
  -  فيرينتس بوشكاش ضد آينتراخت فرانكفورت، نهائي كأس أوروبا 1960، 18 مايو 1960[و]
  -  فيرينتس بوشكاش ضد بنفيكا، نهائي كأس أوروبا 1962، 2 مايو 1962
  -  راؤول ضد ريال سرقسطة، كأس السوبر الإسباني 2001، 22 أغسطس 2001
  -  كريستيانو رونالدو ضد كاشيما أنتلرز، نهائي كأس العالم للأندية 2016، 18 ديسمبر 2016
  -  فينيسيوس جونيور ضد برشلونة، نهائي كأس السوبر الإسباني 2024، 14 يناير 2024

#### أسرع الأهداف
- أسرع هدف: 13 ثانية –  إيفان زامورانو ضد إشبيلية، الدوري الإسباني 1994–95، 3 سبتمبر 1994[13]
- أسرع هدف في كأس ملك إسبانيا: 15 ثانية –  باكو خينتو ضد راسينغ سانتاندير، كأس ملك إسبانيا 1960–61، 28 مايو 1961[14]
- أسرع هدف في المسابقات الدولية: 35 ثانية –  فيلو ضد يوفنتوس، كأس أوروبا 1961–62، 28 فبراير 1962[15]
- أسرع هدف للاعب بديل: 14 ثانية –  فينيسيوس جونيور ضد شاختار دونيتسك، دوري أبطال أوروبا 2020–21، 21 أكتوبر 2020
- أسرع هدف للاعب في أول مشاركة له: 62 ثانية –  رونالدو ضد ديبورتيفو ألافيس، الدوري الإسباني 2002–03، 6 أكتوبر 2002

##### قائمة أسرع الأهداف في تاريخ ريال مدريد
ملاحظة: بحد أقصى  30 ثانية من بداية المباراة.
| اللاعب         | الوقت    | ضد               | النتيجة | البطولة                 | التاريخ        | ملاحظات                        | المرجع        |
| -------------- | -------- | ---------------- | ------- | ----------------------- | -------------- | ------------------------------ | ------------- |
| إيفان زامورانو | 13 ثانية | إشبيلية          | 4–1     | الدوري الإسباني         | 3 سبتمبر 1994  |                                | [ 13 ]        |
| رونالدو        | 14 ثانية | أتلتيكو مدريد    | 2–0     | الدوري الإسباني         | 3 ديسمبر 2003  | أسرع هدف في تاريخ ديربي مدريد. | [ 16 ]        |
| باكو خينتو     | 15 ثانية | راسينغ سانتاندير | 3–0     | كأس ملك إسبانيا 1960–61 | 28 مايو 1961   | أسرع هدف للاعب إسباني.         | [ 14 ]        |
| كريم بنزيما    | 21 ثانية | برشلونة          | 1–3     | الدوري الإسباني         | 10 ديسمبر 2011 | أسرع هدف في تاريخ الكلاسيكو.   | [ 17 ] [ 18 ] |
| راؤول          | 23 ثانية | إسبانيول         | 1–2     | الدوري الإسباني         | 3 فبراير 2002  |                                | [ 19 ]        |
| ماريانو دياز   | 23 ثانية | كولتورال ليونيسا | 6–1     | كأس ملك إسبانيا         | 30 نوفمبر 2016 |                                | [ 20 ]        |
| هوغو سانشيز    | 24 ثانية | سبورتينغ خيخون   | 4–0     | الدوري الإسباني         | 30 مايو 1987   |                                | [ 21 ]        |

#### أكثر الأهداف تأخرًا
- أكثر هدف تأخرًا من ركلة البداية: 121:40 دقيقة –  إبراهيم دياز ضد أتلتيكو مدريد، كأس السوبر الإسباني 2023–24، 10 يناير 2024
- أكثر هدف تأخرًا في الوقت الأصلي: 99:27 دقيقة –  كريم بنزيما ضد إسبانيول، الدوري الإسباني 2022–23، 28 أغسطس 2022
- أكثر هدف افتتاحي تأخرًا: 102:31 دقيقة –  كريستيانو رونالدو ضد برشلونة، نهائي كأس ملك إسبانيا 2011، 20 أبريل 2011
- أكثر هدف افتتاحي تأخرًا في الوقت الأصلي: 96:55 دقيقة –  كريستيانو رونالدو ضد يوفنتوس، دوري أبطال أوروبا 2017–18، 11 أبريل 2018
- أكثر هدف تأخرًا في ظروف استثنائية: 95 يومًا –  هوغو سانشيز ضد أوساسونا، الدوري الإسباني 1988–89، 3 مايو 1989[ح]

#### الأكبر والأصغر سنًا
- أصغر هداف: 17 سنوات و114 أيام –  ألبيرتو ريفيرا ضد سيلتا فيغو، الدوري الإسباني 1994–95، 10 يونيو 1995
- أصغر هداف، بما في ذلك المسابقات الإقليمية: 15 سنوات و38 أيام –  رينيه بيتي ضد ريال سوسيداد، بطولة إقليم الوسط، 15 نوفمبر 1914[4]
- أصغر هداف في كأس ملك إسبانيا: 17 سنوات و219 أيام –  رينيه بيتي ضد أريناس غوتكسو، كأس ملك إسبانيا 1917، 15 مايو 1917
- أصغر هداف في المسابقات الدولية: 18 سنوات و58 أيام –  إندريك ضد شتوتغارت، دوري أبطال أوروبا 2024–25، 17 سبتمبر 2024
- أكبر هداف: 39 سنوات و167 أيام –  لوكا مودريتش ضد جيرونا، الدوري الإسباني 2024–25، 23 فبراير 2025
- أكبر هداف في كأس ملك إسبانيا: 39 سنوات و149 أيام –  لوكا مودريتش ضد ليغانيس، كأس ملك إسبانيا 2024–25، 5 فبراير 2025
- أكبر هداف في المسابقات الدولية: 38 سنوات و174 أيام –  فيرينتس بوشكاش ضد فاينورد، كأس أوروبا 1965–66، 22 سبتمبر 1965

#### ركلات الجزاء
- الأكثر تسجيلًا من ركلات الجزاء: 79 –  كريستيانو رونالدو، 2009–2018
- الأكثر تسجيلًا من ركلات الجزاء في مباراة واحدة: 3 –  ألفريدو دي ستيفانو ضد سيلتا فيغو، الدوري الإسباني 1957–58، 20 أبريل 1958
- الأكثر تسجيلًا من ركلات الجزاء في موسم واحد: 14
  -  هوغو سانشيز، 1986–87
  -  كريستيانو رونالدو، 2011–12
- أكثر عدد من ركلات الجزاء الضائعة: 13 –  كريستيانو رونالدو، 2009–2018
- أكثر عدد من ركلات الجزاء الضائعة في مباراة واحدة: 2 –  كريم بنزيما ضد أوساسونا، الدوري الإسباني 2021–22، 20 أبريل 2022
- أكثر عدد من ركلات الجزاء الضائعة في موسم واحد: 4
  -  خوانيتو، 1980–81
  -  كريم بنزيما، 2021–22
- أكثر عدد من ركلات الجزاء، جميعها مسجلة: 12 –  دافور شوكر، 1996–1999
- أكثر عدد من الأهداف، جميعها ركلات جزاء: 9 –  بيبي كورونا، 1943–1948

#### الركلات الحرة
- الأكثر تسجيلًا من الركلات الحرة: 32 –  كريستيانو رونالدو، 2009–2018
- الأكثر تسجيلًا من الركلات الحرة في مباراة واحدة: 2
  -  هوغو سانشيز ضد قادش، الدوري الإسباني 1986–87، 22 فبراير 1987
  -  هوغو سانشيز ضد سبورتينغ خيخون، كأس ملك إسبانيا 1988–89، 22 فبراير 1989
  -  سانتياغو سولاري ضد تينيريفي، كأس ملك إسبانيا 2004–05، 10 نوفمبر 2004
  -  كريستيانو رونالدو ضد زيورخ، دوري أبطال أوروبا 2009–10، 15 سبتمبر 2009
  -  كريستيانو رونالدو ضد فياريال، الدوري الإسباني 2010–11، 15 مايو 2011
- الأكثر تسجيلًا من الركلات الحرة من قِبل الفريق: 3 – ريال مدريد ضد سبورتينغ خيخون، كأس ملك إسبانيا 1988–89، 22 فبراير 1989[ط]
- الأكثر تسجيلًا من الركلات الحرة في موسم واحد: 8 –  روبرتو كارلوس، 2000–01

#### حسب الطريقة
- الأكثر تسجيلًا من الرأسيات: 112 –  سانتيانا، 1971–1988
- الأكثر تسجيلًا من الرأسيات في مباراة واحدة: 4 –  فرناندو مورينتس ضد لاس بالماس، الدوري الإسباني 2001–02، 10 فبراير 2002[23]
- الأكثر تسجيلًا من الرأسيات في موسم واحد: 17 –  كريستيانو رونالدو، 2014–15
- الأكثر تسجيلًا من الضربات المقصية: 12 –  هوغو سانشيز، 1985–1992[24]
- الأكثر تسجيلًا من الركلات الركنية المباشرة: 1
  -  فيرينتس بوشكاش ضد أتلتيكو مدريد، نهائي كأس إسبانيا 1960، 26 يونيو 1960
  -  دافور شوكر ضد مريدا، الدوري الإسباني 1997–98، 14 ديسمبر 1997
  -  توني كروس ضد فالنسيا، كأس السوبر الإسباني 2019–20، 8 يناير 2020
    - بالإضافة إلى ذلك، سجل كانديدو أورتيتافيزكايا هدفًا من ركلة ركنية ضد ريال يونيون في الدوري الإسباني 1930–31 في 15 فبراير 1931. ذكرت العديد من الصحف في ذلك الوقت أنه سجل الهدف الثاني من ركلة ركنية، ولكن في النهاية، نُسب الهدف إلى حارس ريال يونيون أنطونيو إيمري كهدف عكسي.[25]

#### النهائيات

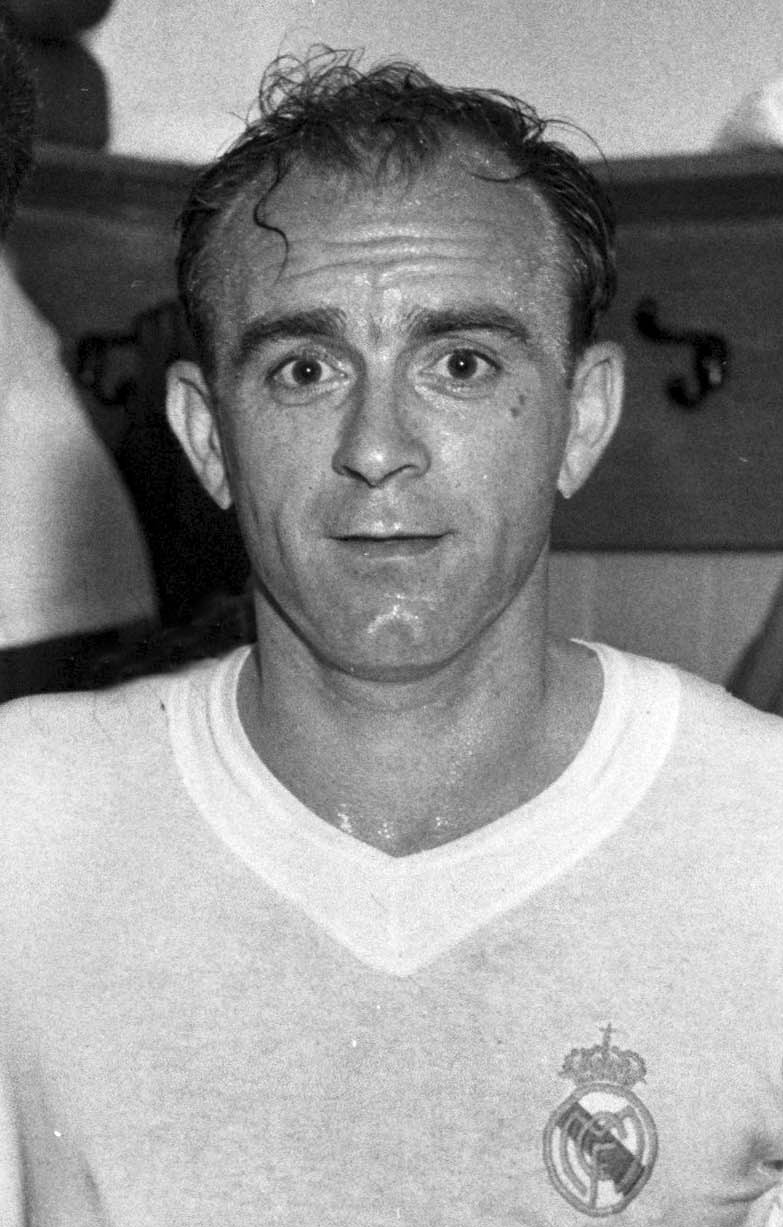
ألفريدو دي ستيفانو سجل في خمس نهائيات لـدوري أبطال أوروبا مع ريال مدريد.

- الأكثر تسجيلًا في النهائيات: 15 –  كريستيانو رونالدو، 2009–2018
- أكثر عدد من النهائيات التي تم التسجيل فيها: 10 –  كريستيانو رونالدو، 2009–2018
- الأكثر تسجيلًا في نهائيات كأس أوروبا (النسخة القديمة، 1956–1992): 7
  -  ألفريدو دي ستيفانو، هدف واحد في 1956، 1957، 1958، 1959 وثلاثة في 1960
  -  فيرينتس بوشكاش، أربعة في 1960 وثلاثة في 1962
- الأكثر تسجيلًا في نهائيات دوري أبطال أوروبا (النسخة الحديثة، 1993–): 3
  -  كريستيانو رونالدو، هدف واحد في 2014، وهدفين في 2017
  -  غاريث بيل، هدف واحد في 2014، وهدفين في 2018
- الأكثر تسجيلًا في نهائيات الدوري الأوروبي: 3
  -  خورخي فالدانو، هدف واحد في 1985، وهدفين في 1986
- الأكثر تسجيلًا في نهائيات البطولات العالمية (بطولات العالم للأندية): 4
  -  كريستيانو رونالدو، ثلاثة في 2016، وهدف واحد في 2017
- الأكثر تسجيلًا في نهائيات كأس السوبر الإسباني: 7
  -  راؤول، ثلاثة في 1997 و2001، وهدف واحد في 2003
- الأكثر تسجيلًا في نهائيات كأس ملك إسبانيا: 4
  -  مانويل براست، هدف واحد في 1905، 1907، وهدفين في 1906
  -  خايمي لازكانو، هدف واحد في 1929، 1930، 1933 وهدف واحد في 1934
  -  فيرينتس بوشكاش، هدف واحد في 1960، 1961 وهدفين في 1962
- الأكثر تسجيلًا في نهائيات كأس الدوري الإسباني: 2
  -  سانتيانا، هدف واحد في 1983 وهدف واحد في 1985

#### أخرى
- أكثر عدد من المواسم التي تم التسجيل فيها: 17 –  سانتيانا، 1971–1988
- أكثر عدد من المسابقات التي تم التسجيل فيها: 8 –  فرناندو هييرو (الدوري الإسباني، كأس ملك إسبانيا، كأس السوبر الإسباني، دوري أبطال أوروبا، الدوري الأوروبي، كأس الكؤوس الأوروبية، كوبا أيروأميريكان وكأس العالم للأندية)
- أكثر عدد من المسابقات التي تم التسجيل فيها خلال موسم واحد: 7 –  كيليان مبابي في 2024–25 (الدوري الإسباني، كأس ملك إسبانيا، كأس السوبر الإسباني، دوري أبطال أوروبا، كأس السوبر الأوروبي، كأس القارات للأندية، كأس العالم للأندية)
- الأكثر تسجيلًا كلاعب كبديل: 24 –  كريم بنزيما، 2009–2023
- الأكثر تسجيلًا في موسمه الأول: 44 –  كيليان مبابي، 2024–25
- الأكثر تسجيلًا في موسمه الأول في الدوري الإسباني: 31 –  كيليان مبابي، 2024–25
- أكثر عدد من المباريات التي تم التسجيل فيها: 274[ي] –  كريستيانو رونالدو، 2009–2018
- أطول فترة زمنية بين أهداف متتالية لنفس اللاعب: 11 سنوات و256 أيام –  خوسيلو، 20 نوفمبر 2011 – 2 سبتمبر 2023
- أطول فترة زمنية بين أول وآخر هدف لنفس اللاعب: 16 سنوات و253 أيام –  سانتيانا، 12 سبتمبر 1971 – 22 مايو 1988[يا]
- أبعد مسافة هدف مُسَجّلة: 58 مترًا –  ميكيل لاسا ضد إشبيلية، الدوري الإسباني 1994–95، 5 فبراير 1995;[26][27][28] ميكيل لاسا هو اللاعب الوحيد في التاريخ الذي سجل هدفًا لصالح ريال مدريد من نصف ملعب ريال مدريد.

### صناعة الأهداف

#### الأكثر صناعة

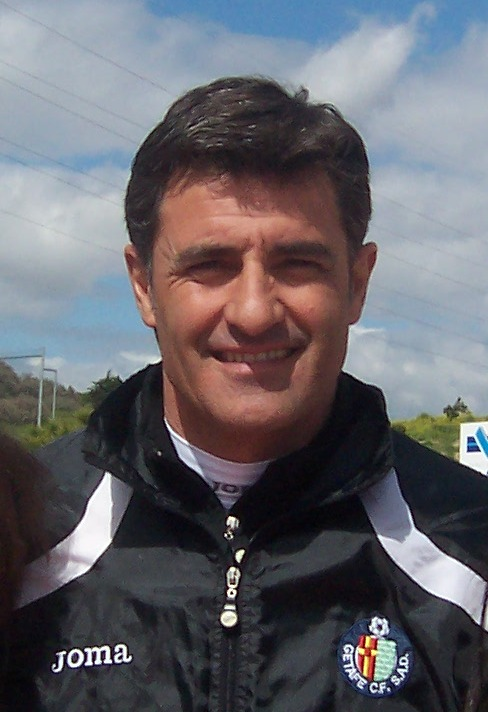
ميتشيل يحمل الرقم القياسي في التمريرات الحاسمة، برصيد 197 تمريرة حاسمة.

ملاحظات: قد تختلف معايير احتساب صناعة الأهداف بحسب المصدر، تعتمد الإحصائيات التالية على «معيار أوبتا» الذي لا يُحتسب فيه تمريرات تَغير مسارها بشكل واضح نتيجة اصطدامها بلاعبي الفريق الخصم أو ارتدادها منهم مما يؤثر على اتجاه الكرة ووصولها إلى المتلقي (مسجل الهدف). كما أن التمريرات لا تُحتسب لصالح المُتسببين في ركلات الجزاء، أو الأهداف المباشرة من ركلات الركنية أو الحرة، أو الأهداف العكسية. تتضمن هذه الإحصائيات التمريرات الحاسمة في جميع المباريات الرسمية لريال مدريد من عام 1902 وحتى يومنا هذا. جُمِعَت هذه البيانات استنادًا إلى مصادر رسمية، وتقارير، وسجلات موثوقة من أرشيفات الأندية، والاتحاد، والصحف، ومن وقائع المباريات المعنيّة التي جُمِعَت من الوسائل سالفة الذِكر. يتضمن الجدول التالي على اللاعبين الذين حققوا 100 تمريرة حاسمة على الأقل في مسيرتهم مع ريال مدريد.
| الترتيب | اللاعب             | التمريرات الحاسمة | الفترة    |
| ------- | ------------------ | ----------------- | --------- |
| 1       | ميتشيل             | 197               | 1982–1996 |
| 2       | باكو خينتو         | 166               | 1953–1971 |
| 3       | كريم بنزيما        | 149               | 2009–2023 |
| 4       | ألفريدو دي ستيفانو | 139               | 1953–1964 |
| 5       | فيرينتس بوشكاش     | 132               | 1958–1966 |
| 6       | خوانيتو            | 122               | 1977–1987 |
| 7       | كريستيانو رونالدو  | 119               | 2009–2018 |
| 8       | أمانسيو            | 117               | 1962–1976 |
| 9       | راؤول              | 111               | 1994–2010 |
| 10      | إيميليو بوتراغينيو | 108               | 1984–1995 |
| 11      | روبرتو كارلوس      | 102               | 1996–2007 |

#### حسب المسابقة
- أكثر تمريرات حاسمة في جميع المسابقات: 197 –  ميتشيل، 1982–1996
- أكثر تمريرات حاسمة في الدوري الإسباني: 145 –  ميتشيل، 1982–1996
- أكثر تمريرات حاسمة في كأس الملك: 28 –  باكو خينتو، 1953–1971
- أكثر تمريرات حاسمة في دوري أبطال أوروبا: 28
  -  باكو خينتو، 1953–1971
  -  كريستيانو رونالدو، 2009–2018
- أكثر تمريرات حاسمة في كأس السوبر الإسباني: 3
  -  ميتشيل، 1982–1996
  -  بيبي، 2007–2017
  -  كريم بنزيما، 2009–2023
  -  رودريغو، 2019–
- أكثر تمريرات حاسمة في كأس السوبر الأوروبي: 3 –  غاريث بيل، 2013–2022
- أكثر تمريرات حاسمة في كأس العالم للأندية: 4 –  توني كروس، 2014–2024
- أكثر تمريرات حاسمة في كأس القارات للأندية: 1
  -  فينيسيوس جونيور، 2018–
  -  كيليان مبابي، 2024–

#### في موسم واحد
تسرد هذه القائمة اللاعبين الذين صنعوا ما لا يقل عن 20 تمريرة حاسمة في موسم واحد. يُظهر الجدول التالي عدد التمريرات الحاسمة وفقًا لـ «معيار أوبتا».
| الترتيب | اللاعب            | التمريرات الحاسمة | الموسم  |
| ------- | ----------------- | ----------------- | ------- |
| 1       | ميتشيل            | 27                | 1992–93 |
| 2       | هيكتور ريال       | 26                | 1955–56 |
| 2       | ميتشيل            | 26                | 1987–88 |
| 2       | لويس فيغو         | 26                | 2000–01 |
| 2       | مسعود أوزيل       | 26                | 2010–11 |
| 6       | فيرينتس بوشكاش    | 25                | 1960–61 |
| 7       | فيرينتس بوشكاش    | 24                | 1959–60 |
| 7       | مسعود أوزيل       | 24                | 2011–12 |
| 7       | أنخيل دي ماريا    | 24                | 2013–14 |
| 10      | خوانيتو           | 23                | 1980–81 |
| 10      | ميتشيل            | 23                | 1986–87 |
| 10      | مسعود أوزيل       | 23                | 2012–13 |
| 13      | ريموند كوبا       | 21                | 1957–58 |
| 13      | كريستيانو رونالدو | 21                | 2014–15 |
| 15      | ميتشيل            | 20                | 1989–90 |
| 15      | ديفيد بيكهام      | 20                | 2005–06 |

##### في موسم واحد حسب المسابقة
- أكثر تمريرات حاسمة في موسم واحد في الدوري الإسباني: 21 –  ميتشيل، 1987–88
- أكثر تمريرات حاسمة في موسم واحد في كأس الملك: 8 –  يوجينيو هيلاريو، 1935–36
- أكثر تمريرات حاسمة في موسم واحد في دوري أبطال أوروبا: 7
  -  لويس فيغو، 2000–01
  -  راؤول غونزاليس، 2002–03
  -  مسعود أوزيل، 2010–11

#### الأصغر والأكبر سنًا
- أصغر لاعب قدم تمريرة حاسمة: 16 سنوات و190 أيام –  رينيه بيتي ضد برشلونة، كأس ملك إسبانيا 1916، 15 أبريل 1916
- أصغر لاعب قدم تمريرة حاسمة في الدوري الإسباني: 17 سنوات و124 أيام –  راؤول ضد ريال سرقسطة، الدوري الإسباني 1994–95، 29 أكتوبر 1994
- أصغر لاعب قدم تمريرة حاسمة في المسابقات الدولية: 18 سنوات و113 أيام –  راؤول ضد فيرينتسفاروشي، دوري أبطال أوروبا 1995–96، 18 أكتوبر 1995
- أكبر لاعب قدم تمريرة حاسمة: 39 سنوات و251 أيام –  لوكا مودريتش ضد إشبيلية، الدوري الإسباني 2024–25، 18 مايو 2025
- أكبر لاعب قدم تمريرة حاسمة في كأس الملك: 39 سنوات و15 أيام –  فيرينتس بوشكاش ضد سبورتينغ خيخون، كأس ملك إسبانيا 1965–66، 17 أبريل 1966
- أكبر لاعب قدم تمريرة حاسمة في المسابقات الدولية: 39 سنوات و135 أيام –  لوكا مودريتش ضد ريد بل زالتسبورغ، دوري أبطال أوروبا 2024–25، 22 يناير 2025

#### سجلات أخرى في صناعة الأهداف
- أكثر تمريرات حاسمة في موسم واحد: 27 –  ميتشيل، 1992–93
- أكثر تمريرات حاسمة في مباراة واحدة: 5
  -  أمانسيو ضد ريال بيتيس، كأس ملك إسبانيا 1973–74، 1 يونيو 1974
  -  خوانيتو ضد أثلتيك بلباو، الدوري الإسباني 1980–81، 14 سبتمبر 1980[29]
- أكثر مباريات متتالية بتمريرات حاسمة: 6
  -  ماكالا، 8 نوفمبر 1948 – 23 يناير 1949
  -  فينيسيوس جونيور، 12 أبريل 2023 – 6 مايو 2023
- حراس مرمى صنعوا أهدافًا:
  -  مانويل بازوس ضد برشلونة، الدوري الإسباني 1953–54، 25 أكتوبر 1953
  -  خوان ألونسو ضد إسبانيول، الدوري الإسباني 1956–57، 6 يناير 1957
  -  روخيليو دومينغيز ضد أتلتيك بلباو، كأس ملك إسبانيا 1959–60، 19 يونيو 1960
  -  فرانسيسكو بويو ضد أتلتيك بلباو، الدوري الإسباني 1993–94، 5 ديسمبر 1993
  -  سانتياغو كانيزاريس ضد أولمبياكوس، دوري أبطال أوروبا 1997–98، 22 أكتوبر 1997
  -  كيكو كاسيا ضد إشبيلية، كأس ملك إسبانيا 2016–17، 12 يناير 2017
  -  أندري لونين ضد أوساسونا، الدوري الإسباني 2024–25، 9 نوفمبر 2024

### حراسة المرمى

#### الشباك النظيفة

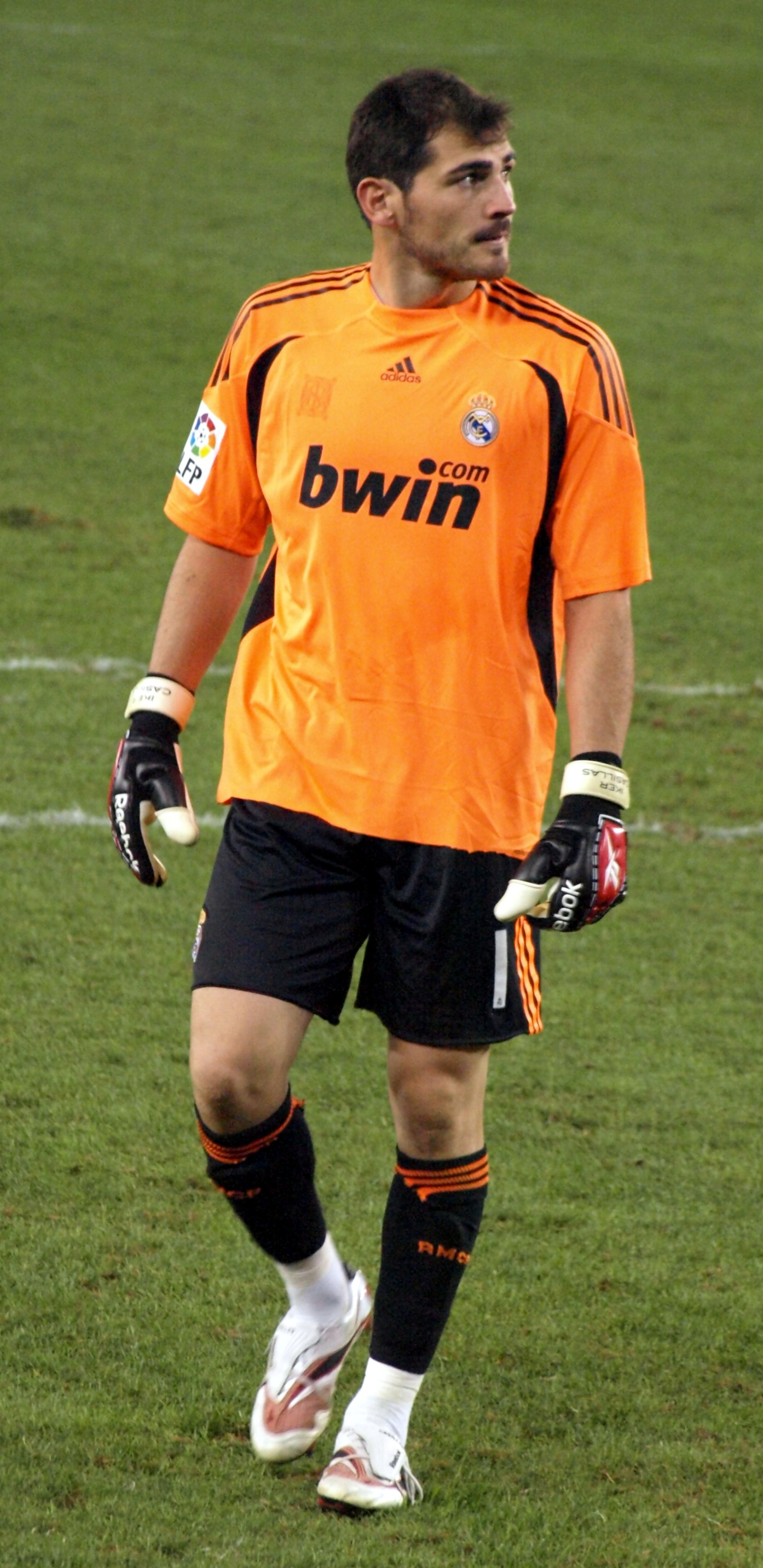
إيكر كاسياس يحمل الرقم القياسي في عدد الشباك النظيفة، برصيد 264

- أكثر عدد من الشباك النظيفة: 264 –  إيكر كاسياس، 1999–2015
- أكثر عدد من الشباك النظيفة في الدوري الإسباني: 177 –  إيكر كاسياس، 1999–2015
- أكثر عدد من الشباك النظيفة في كأس الملك: 28 –  إيكر كاسياس، 1999–2015
- أكثر عدد من الشباك النظيفة في دوري أبطال أوروبا: 53 –  إيكر كاسياس، 1999–2015
- أطول فترة دون استقبال هدف: 952 دقيقة –  إيكر كاسياس، 2013–14[30]
- أطول فترة دون استقبال هدف في الدوري الإسباني: 709 دقائق
  -  فرانسيسكو بويو، 1994–95
  -  سانتياغو كانيزاريس، 1997–98
- أطول فترة دون استقبال هدف في كأس الملك: 1,029 دقيقة –  إيكر كاسياس، 2012–2014
- أطول فترة دون استقبال هدف في دوري أبطال أوروبا: 738 دقيقة –  كيلور نافاس، 2014–2016

#### في موسم واحد
- أكثر شباك نظيفة في موسم واحد: 26 –  إيكر كاسياس، 2010–11
- أكثر شباك نظيفة في موسم واحد في الدوري الإسباني: 18
  -  فرانسيسكو بويو، 1987–88
  -  تيبو كورتوا، 2019–20
- أكثر شباك نظيفة في موسم واحد في كأس الملك: 8 –  إيكر كاسياس، 2013–14
- أكثر شباك نظيفة في موسم واحد في دوري أبطال أوروبا: 9 –  كيلور نافاس، 2015–16

#### الأصغر والأكبر سنًا
- أصغر حارس مرمى حافظ على نظافة شباكه: 17 سنوات و159 أيام –  مانويل ألكالدي ضد أتلتيك بلباو، نهائي كأس ملك إسبانيا 1905، 18 أبريل 1905
- أكبر حارس مرمى حافظ على شباكه نظيفة: 38 سنوات و63 أيام –  فرانسيسكو بويو ضد ألباسيتي، الدوري الإسباني 1995–96، 16 مارس 1996

#### منذ بداية الموسم
- أفضل بداية موسم من حيث الشباك النظيفة من قِبل حارس واحد: 5
  -  روخيليو دومينغيز، 1957–58
  -  كيلور نافاس، 2015–16
- أفضل بداية موسم من حيث الشباك النظيفة من حارس واحد في الدوري الإسباني: 5 –  روخيليو دومينغيز، 1957–58
- أفضل بداية موسم من حيث الشباك النظيفة من حارس واحد في كأس الملك: 8 –  إيكر كاسياس، 2013–14
- أفضل بداية موسم من حيث الشباك النظيفة من حارس واحد في دوري أبطال أوروبا: 6 –  كيلور نافاس، 2015–16

#### تصديات ركلات الجزاء
ملاحظة: لا يشمل ذلك ركلات الترجيح.
- أكثر عدد من ركلات الجزاء المُتصدى لها: 15 –  إيكر كاسياس، 1999–2015
- أكثر عدد من ركلات الجزاء المُتصدى لها في موسم واحد: 4 –  ميغيل أنخيل، 1978–79
- أكثر عدد من ركلات الجزاء المُتصدى لها في مباراة واحدة: 2
  -  غارسيا ريمون ضد سبورتينغ خيخون، الدوري الإسباني 1975–76، 30 نوفمبر 1975
  -  ميغيل أنخيل ضد أتلتيكو مدريد، الدوري الإسباني 1978–79، 26 نوفمبر 1978
- أكثر عدد من ركلات الجزاء المُتصدى لها في الدوري الإسباني: 11 –  إيكر كاسياس، 1999–2015
- أكثر عدد من ركلات الجزاء المُتصدى لها في كأس الملك: 2 –  خوسيه كابو، 1928–1929
- أكثر عدد من ركلات الجزاء المُتصدى لها في كأس السوبر الإسباني: 1 –  تيبو كورتوا، 2018–
- أكثر عدد من ركلات الجزاء المُتصدى لها في دوري أبطال أوروبا: 3
  -  إيكر كاسياس، 1999–2015
  -  تيبو كورتوا، 2018–
- أكثر عدد من ركلات الجزاء المُتصدى لها في كأس العالم للأندية: 1 –  إيكر كاسياس، 1999–2015
- حراس مرمى تصدوا لركلات جزاء في المباريات النهائية:
  -  خوسيه كابو ضد إسبانيول، نهائي كأس ملك إسبانيا 1929، 3 فبراير 1929
  -  خوسيه أراكيستاين ضد إشبيلية، نهائي كأس إسبانيا 1962، 8 يوليو 1962
  -  تيبو كورتوا ضد أثلتيك بلباو، نهائي كأس السوبر الإسباني 2022، 16 يناير 2022

#### سجلات أخرى لحراس المرمى
- الحراس الذين سجلوا أهدافًا لريال مدريد:
  - لم يسبق لأي حارس مرمى أن سجل هدفًا لصالح ريال مدريد في مباراة رسمية طوال تاريخ النادي. أقرب فرصة للتسجيل كانت لتيبو كورتوا ضد فالنسيا في الدوري الإسباني 2019–20 بتاريخ 15 ديسمبر 2019، حينما سدد كرة رأسية في الدقائق الأخيرة من المباراة أجبر بها الحارس على تصدٍ صعب، قبل أن يتابع كريم بنزيما الكرة ويسجل الهدف.
- الحراس الذين سجلوا أهدافًا ضد ريال مدريد:
  -  مانويل بالبوانا لصالح ريكرياتيفو، كأس ملك إسبانيا 1907، 29 مارس 1907[31][يب]
  -  أوغنجين بيتروفيتش لصالح النجم الأحمر، كأس الكؤوس الأوروبية 1974–75، 19 مارس 1975[يج]
  -  كارلوس فينوي لصالح سيلتا فيغو، الدوري الإسباني 1976–77، 7 نوفمبر 1977[يد]
  -  أنطونيو براتس لصالح ريال بيتيس، الدوري الإسباني 1999–2000، 25 يناير 2000[يه]
- لاعبو ميدان "خارج مركز الحراسة" لعبوا كحراس في مرمى ريال مدريد:[يو]
  -  خاسينتو كينكوسيس ضد برشلونة، الدوري الإسباني 1940–41، 1 ديسمبر 1940[يز]
  -  سابينو باريناغا ضد أتلتيكو مدريد، الدوري الإسباني 1945–46، 16 ديسمبر 1945[يح]
  -  ماكالا ضد سيلتا فيغو، الدوري الإسباني 1948–49، 6 مارس 1949[يط]
  -  سابينو باريناغا ضد سيلتا فيغو، الدوري الإسباني 1948–49، 6 مارس 1949[ك]
  -  إغناسيو زوكو ضد أندرلخت، كأس أوروبا 1962–63، 26 سبتمبر 1962[كا]
  -  ميتشيل ضد تنريفي، الدوري الإسباني 1991–92، 26 يناير 1992[كب]
- حراس مرمى لعبوا كلاعبين ميدان:
  -  خوسيه بانيون ضد سيلتا فيغو، الدوري الإسباني 1948–49، 6 مارس 1949

### الفوز

#### الأكثر فوزًا
في المباريات الرسمية فقط. بما في ذلك المشاركات كبديل. اللاعبون المكتوبة أسماؤهم بالخط المائل لا يزالون نشطين خارج النادي.
حتى 5 يوليو 2025.
| الترتيب | اللاعب        | السنوات   | الدوري الإسباني | كأس الملك | أوروبا | أخرى | الإجمالي |
| ------- | ------------- | --------- | --------------- | --------- | ------ | ---- | -------- |
| 1       | إيكر كاسياس   | 1999–2015 | 334             | 28        | 90     | 11   | 463      |
| 2       | كريم بنزيما   | 2009–2023 | 309             | 28        | 85     | 18   | 440      |
| 3       | سيرجيو راموس  | 2005–2021 | 315             | 29        | 79     | 14   | 437      |
| 4       | راؤول         | 1994–2010 | 327             | 19        | 74     | 9    | 429      |
| 5       | مانويل سانشيز | 1983–2001 | 312             | 35        | 56     | 9    | 412      |
| 6       | لوكا مودريتش  | 2012–2025 | 265             | 19        | 84     | 25   | 393      |
| 7       | باكو خينتو    | 1953–1971 | 283             | 44        | 58     | 5    | 390      |
| 8       | مارسيلو       | 2007–2022 | 265             | 24        | 67     | 16   | 372      |
| 9       | سانتيانا      | 1971–1988 | 262             | 44        | 52     | 5    | 363      |
| 10      | فرناندو هييرو | 1989–2003 | 251             | 25        | 62     | 11   | 349      |

#### حسب المسابقة
- أكثر عدد من الانتصارات في الدوري الإسباني: 334 –  إيكر كاسياس
- أكثر عدد من الانتصارات في كأس الملك: 44
  -  باكو خينتو
  -  سانتيانا
- أكثر عدد من الانتصارات في كأس الدوري الإسباني: 4
  -  فرانسيسكو بينيدا
  -  كاماتشو
  -  أولي شتيليكه
  -  سان خوسيه
  -  ريكاردو غاليغو
  -  سانتيانا
- أكثر عدد من الانتصارات في كأس السوبر الإسباني: 7
  -  توني كروس
  -  لوكا مودريتش
- أكثر عدد من الانتصارات في المسابقات الدولية: 97 –  إيكر كاسياس
- أكثر عدد من الانتصارات في مسابقات الأندية الأوروبية: 93 –  إيكر كاسياس
- أكثر عدد من الانتصارات في المسابقات الأوروبية: 92 –  إيكر كاسياس
- أكثر عدد من الانتصارات في دوري أبطال أوروبا: 90 –  إيكر كاسياس
- أكثر عدد من الانتصارات في كأس الكؤوس الأوروبية: 9 –  كاماتشو
- أكثر عدد من الانتصارات في الدوري الأوروبي: 26 –  ميتشيل
- أكثر عدد من الانتصارات في كأس السوبر الأوروبي: 5
  -  داني كارفاخال
  -  لوكا مودريتش
- أكثر عدد من الانتصارات في كأس الإنتركونتيننتال: 2
  -  فرناندو هييرو
  -  راؤول
  -  روبرتو كارلوس
- أكثر عدد من الانتصارات في كأس العالم للأندية: 12 –  لوكا مودريتش
- أكثر عدد من الانتصارات في كأس القارات للأندية: 1 – 16 لاعبًا

#### انتصارات متتالية
- أكثر عدد من الانتصارات المتتالية في المباريات: 21 –  مارسيلو، 16 سبتمبر 2014 – 20 ديسمبر 2014
- أكثر عدد من الانتصارات المتتالية في الدوري الإسباني: 18
  -  فيرينتس بوشكاش، 23 أكتوبر 1960 – 12 مارس 1961
  -  لويس ديل سول، 23 أكتوبر 1960 – 12 مارس 1961
- أكثر عدد من المباريات المتتالية دون هزيمة: 44 –  لوكاس فاسكيز، 27 سبتمبر 2023 – 22 أكتوبر 2024
- أكثر عدد من المباريات المتتالية دون هزيمة في الدوري الإسباني: 50 –  إيميليو بوتراغينيو، 21 فبراير 1988 – 1 أكتوبر 1989

#### الألقاب
- أكثر عدد من الألقاب مع ريال مدريد: 28 –  لوكا مودريتش، 2012–2025
- أكثر عدد من ألقاب الدوري الإسباني: 12 –  باكو خينتو، 1953–1971
- أكثر عدد من ألقاب كأس الملك: 5
  -  ميغيل أنخيل، 1968–1986
  -  كاماتشو، 1973–1989
- أكثر عدد من ألقاب كأس السوبر الإسباني: 5
  -  تشيندو، 1983–2001
  -  مانويل سانشيز، 1983–2001
  -  مارسيلو، 2007–2022
  -  ناتشو، 2010–2024
  -  لوكا مودريتش، 2012–2025
- أكثر عدد من ألقاب دوري أبطال أوروبا: 6
  -  باكو خينتو، 1953–1971
  -  ناتشو، 2010–2024
  -  لوكا مودريتش، 2012–2025
  -  داني كارفاخال، 2013–
- أكثر عدد من ألقاب كأس السوبر الأوروبي: 5
  -  لوكا مودريتش، 2012–2025
  -  داني كارفاخال، 2013–
- أكثر عدد من ألقاب كأس العالم للأندية: 5
  -  ناتشو، 2010–2024
  -  لوكا مودريتش، 2012–2025
  -  داني كارفاخال، 2013–
  -  توني كروس، 2014–2024
- أكثر عدد من ألقاب كأس الإنتركونتيننتال: 2
  -  فرناندو هييرو، 1989–2003
  -  راؤول، 1994–2010
  -  فرناندو مورينتس، 1997–2005
  -  غوتي، 1995–2010
  -  روبرتو كارلوس، 1996–2007

### الانضباط
- أكثر عدد من البطاقات الصفراء: 252 –  سيرجيو راموس، 2005–2021
- أكثر عدد من البطاقات الحمراء: 26 –  سيرجيو راموس، 2005–2021
- أسرع بطاقة حمراء: دقيقة واحدة و27 ثانية –  إيكر كاسياس ضد إسبانيول، الدوري الإسباني 2010–11، 13 فبراير 2011
- أكثر عدد من البطاقات الصفراء في مباراة واحدة: 8 – ريال مدريد 1–0  إشبيلية، الدوري الإسباني 2010–11، 19 ديسمبر 2010؛ إيكر كاسياس، سيرجيو راموس، ريكاردو كارفاليو، بيبي، مسعود أوزيل، أنخيل دي ماريا، لاسانا ديارا وبيدرو ليون
- أكثر عدد من البطاقات الحمراء في مباراة واحدة: 3
  - ريال مدريد 0–3  تنريفي، كأس ملك إسبانيا 1993–94، 1 فبراير 1994؛ لويس ميلا، إيفان زامورانو ومانويل سانشيز
  - ريال مدريد 3–2  الرجاء، بطولة العالم للأندية 2000، 10 يناير 2000; روبرتو كارلوس، غوتي وكريستيان كاريمبو
- أقصر وقت بين بطاقتين صفراوين متتاليتين لنفس اللاعب (طُرد بعد البطاقة الصفراء الثانية): 10 ثوانٍ –  أنخيل دي ماريا ضد ديبورتيفو لاكورونيا، الدوري الإسباني 2012–13، 23 فبراير 2013

### شارة القيادة

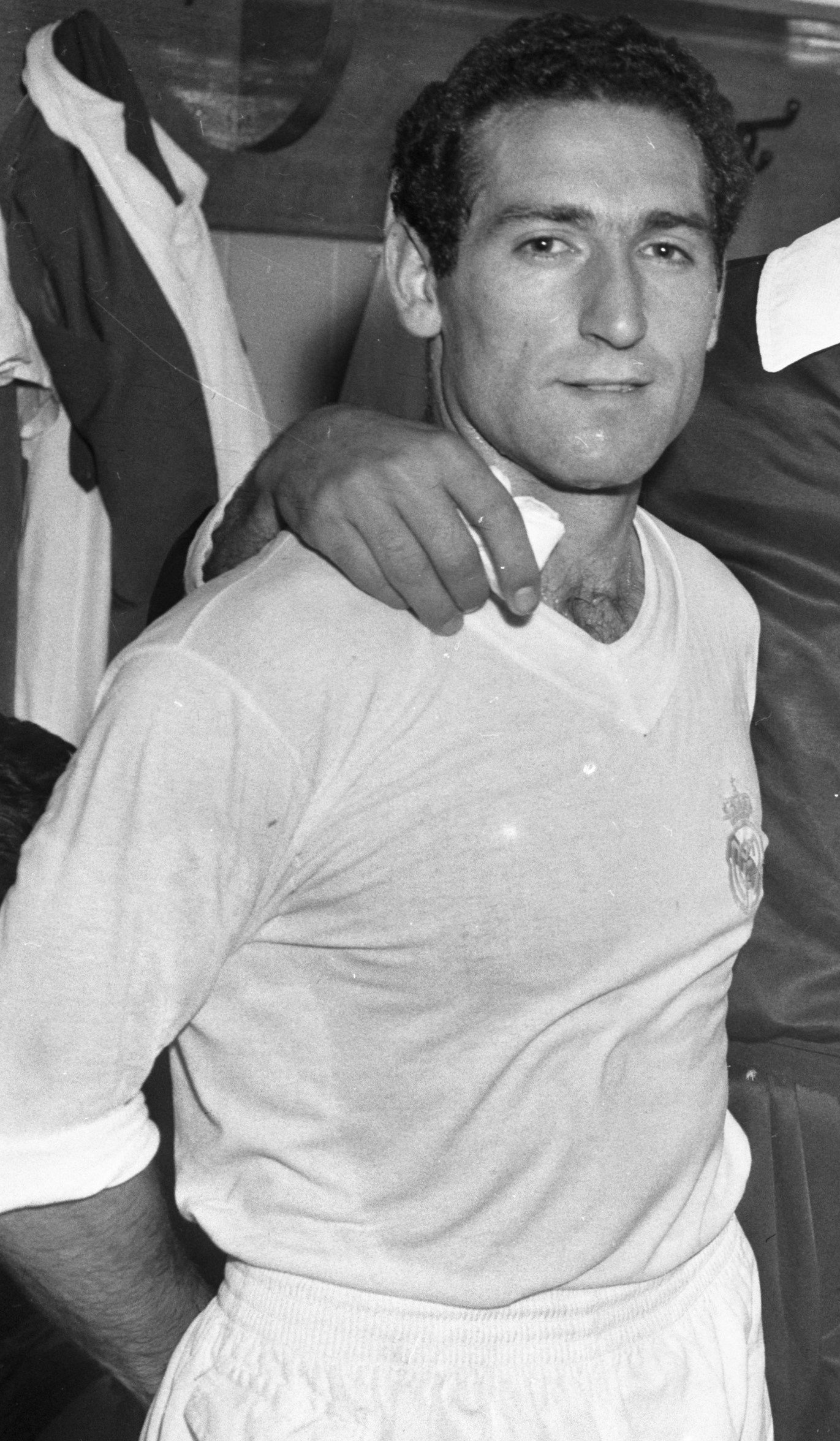
باكو خينتو هو القائد الأطول خدمة في تاريخ النادي.

- العدد الإجمالي لقادة النادي – 39 لاعبًا[كج]
- أكثر عدد من المباريات بدأها لاعب كقائد: 307 –  راؤول، 1999–2010
- أكثر عدد من الألقاب كقائد: 12 –  سيرجيو راموس، 2015–2021
- الأطول فترة كقائد: 9 مواسم –  باكو خينتو، 1962–1971
- الأقصر فترة كقائد: موسم واحد – 13 لاعبًا
- أول قائد للنادي –  جوليان بلاسيوش[كد]
- أول قائد رسمي للنادي –  آرثر جونسون ضد برشلونة، كأس التتويج 1902، 13 مايو 1902
- أصغر لاعب بدأ المباراة كقائد: 19 سنوات و239 أيام –  خوسيه خيرالت ضد إسبانيول، كأس ملك إسبانيا 1903، 6 أبريل 1903
- أكبر لاعب بدأ المباراة كقائد: 39 سنوات و257 أيام –  لوكا مودريتش ضد ريال سوسيداد، الدوري الإسباني 2024–25، 24 مايو 2025

### أرقام قياسية أخرى
- الأكثر مشاركة في النهائيات: 28 –  لوكا مودريتش، 2012–2025
- الأكثر تعادلًا: 150 –  مانويل سانشيز، 1983–2001
- الأكثر خسارة: 168 –  راؤول، 1994–2010
- أكثر عدد من الأهداف العكسية (بالخطأ في مرمى الفريق): 4
  -  خوسيه أنطونيو سالغيرو، 1982–1987
  -  سيرجيو راموس، 2005–2021
  -  رافاييل فاران، 2011–2021
- الأكثر مشاركة للاعب ميداني دون تسجيل أهداف (لا يشمل حُراس المرمى): 170 –  بيدرو دي فيليبي، 1964–1972
- الأكثر مشاركة دون تحقيق أي لقب: 143 –  باهينيو، 1948–1953
- الأكثر مشاركة دون تحقيق أي فوز: 6 –  خوان مانزاندو، 1916–1926
- الأكثر مشاركة دون التعرض لأي خسارة: 17 –  كارلوس سيكريتاريو، 1996–1997
- الأكثر مشاركة وجميعها انتهت بالفوز: 10 –  نوري شاهين، 2011–2012
- الأكثر مشاركة وجميعها انتهت بالخسارة: 3
  -  لويس مينديز-فيغو، 1935–1940
  -  أنطونيو خينتو، 1961–1962

### دوليًا
- أول مشاركة دولية للاعب من ريال مدريد: خوان مونخاردين، إسبانيا  ضد البرتغال ، 17 ديسمبر 1922
- أكثر عدد من المشاركات الدولية أثناء اللعب لريال مدريد: 176 – سيرجيو راموس، إسبانيا ، 2005–2021
- أكثر عدد من الأهداف الدولية أثناء اللعب لريال مدريد: 63 – كريستيانو رونالدو، البرتغال ، 2009–2018

#### كأس العالم
- أول لاعب من ريال مدريد يشارك في كأس العالم: سيرياكو إراستي، خوان هيلاريو ماريرو، خاسينتو كينكوسيس، لويس ريغيرو وريكاردو زامورا مع إسبانيا  في 1934
- أول لاعب غير إسباني يشارك في كأس العالم: غونتر نيتزر مع ألمانيا الغربية  في 1974
- الأكثر مشاركة في كأس العالم أثناء اللعب لريال مدريد: روبرتو كارلوس وإيكر كاسياس، بـ 17 مشاركة لكلٍ منهما
- أكثر عدد من الأهداف في كأس العالم أثناء اللعب لريال مدريد: كريستيانو رونالدو، 6 أهداف مع البرتغال  في 2010، 2014 و2018
- اللاعبون الذين فازوا بكأس العالم أثناء تمثيل ريال مدريد:[39]
  -  غونتر نيتزر (1974)
  -  خورخي فالدانو (1986)
  -  كريستيان كاريمبو (1998)
  -  روبرتو كارلوس (2002)
  -  إيكر كاسياس (2010)
  -  راؤول ألبيول (2010)
  -  تشابي ألونسو (2010)
  -  سيرجيو راموس (2010)
  -  ألفارو أربيلوا (2010)
  -  سامي خضيرة (2014)
  -  رافاييل فاران (2018)

#### بطولة أمم أوروبا
- أول لاعب من ريال مدريد يشارك في بطولة أمم أوروبا: إغناسيو زوكو وأمانسيو مع إسبانيا  في 1964
- أول لاعب غير إسباني يشارك في بطولة أمم أوروبا: أولي شتيليكه مع ألمانيا الغربية  في 1980
- أكثر عدد من المشاركات في بطولة أمم أوروبا أثناء اللعب لريال مدريد: إيكر كاسياس، 14 مشاركة مع إسبانيا  في 2004، 2008 و2012
- أكثر عدد من الأهداف في بطولة أمم أوروبا أثناء اللعب لريال مدريد: كريستيانو رونالدو، 6 أهداف مع البرتغال  في 2012 و2016
- اللاعبون الذين حققوا بطولة أمم أوروبا أثناء تمثيل ريال مدريد:[40]
  -  إغناسيو زوكو (1964)
  -  أمانسيو (1964)
  -  أولي شتيليكه (1980)
  -  كريستيان كاريمبو (2000)
  -  نيكولا أنيلكا (2000)
  -  إيكر كاسياس (2008 و2012)
  -  سيرجيو راموس (2008 و2012)
  -  راؤول ألبيول (2012)
  -  ألفارو أربيلوا (2012)
  -  تشابي ألونسو (2012)
  -  بيبي (2016)
  -  كريستيانو رونالدو (2016)
  -  ناتشو (2024)
  -  داني كارفاخال (2024)
  -  خوسيلو (2024)

#### كأس القارات
- اللاعبون الذين حققوا كأس القارات أثناء تمثيل ريال مدريد:[41]
  -  مايكل لاودروب (1995)
  -  روبرتو كارلوس (1997)
  -  زي روبرتو (1997)
  -  مارسيلو (2013)

#### دوري الأمم الأوروبية
- اللاعبون الذين حققوا دوري الأمم الأوروبية أثناء تمثيل ريال مدريد:[42]
  -  كريم بنزيما (2021)
  -  داني كارفاخال (2023)
  -  ماركو أسينسيو (2023)
  -  ناتشو (2023)

#### كوبا أمريكا
- اللاعبون الذين حققوا كوبا أمريكا أثناء تمثيل ريال مدريد:
  -  روبرتو كارلوس (1997 و1999)
  -  زي روبرتو (1997)
  -  جوليو بابتيستا (2007)
  -  روبينيو (2007)
  -  كاسيميرو (2019)
  -  إيدر ميليتاو (2019)

#### كأس الأمم الإفريقية
- اللاعبون الذين حققوا كأس الأمم الإفريقية أثناء تمثيل ريال مدريد:
  -  جيريمي (2000 و2002)
  -  صامويل إيتو (2000)

### الانتقالات

#### أعلى رسوم انتقال مدفوعة

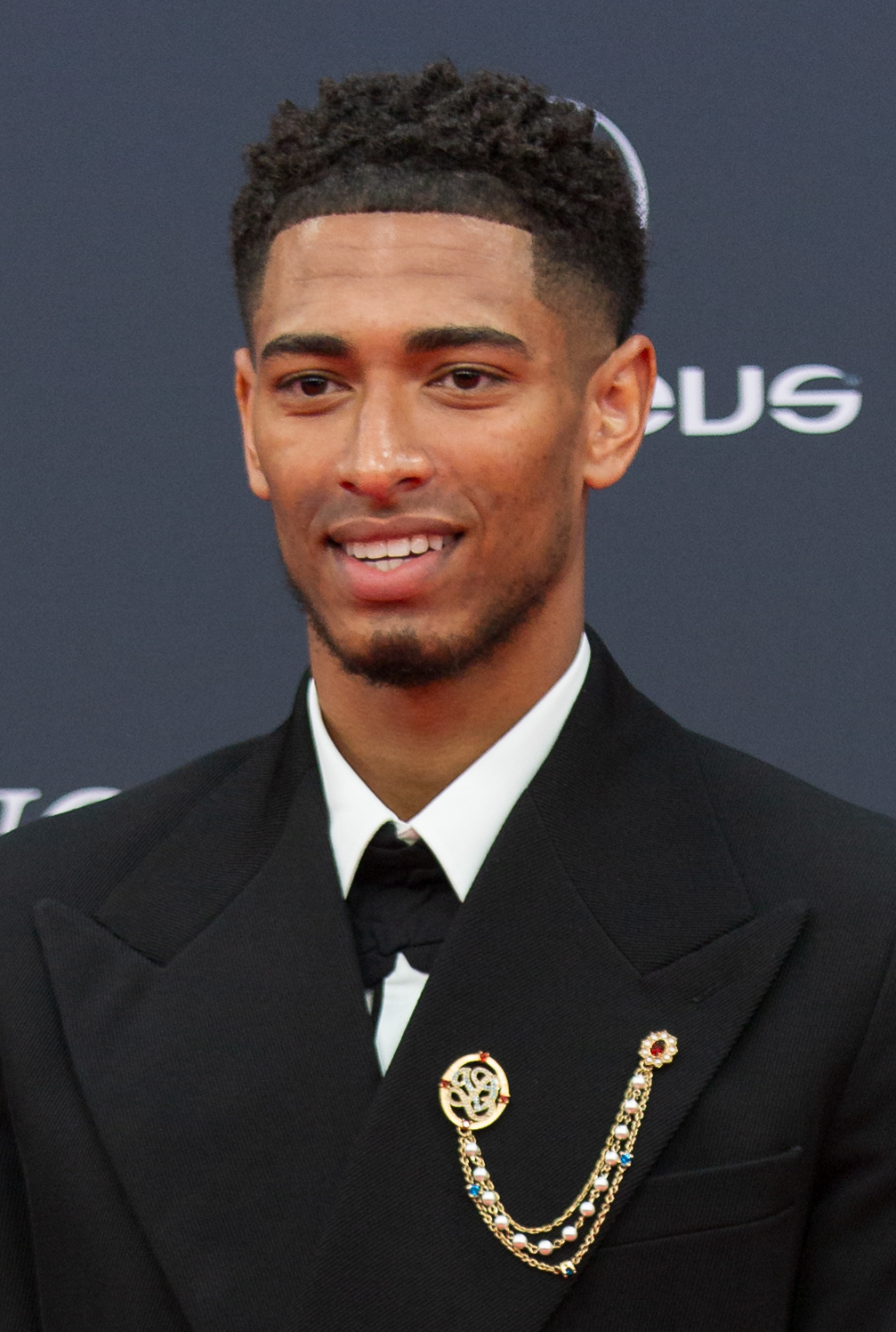
جود بيلينغهام، انضم في يونيو 2023 من بوروسيا دورتموند مقابل 88.5 مليون جنيه إسترليني، ليصبح أغلى صفقة شراء في تاريخ ريال مدريد.

أغلى صفقة شراء في تاريخ ريال مدريد هي جود بيلينغهام. انضم بيلينغهام إلى النادي قادمًا من بوروسيا دورتموند مقابل مبلغ إجمالي قدره 88.5 مليون جنيه إسترليني في يونيو 2023، وفقًا لتقارير إعلامية.
| الترتيب | اللاعب            | من                 | رسوم الانتقال (مليون جنيه إسترليني) | رسوم الانتقال (مليون يورو) | التاريخ | المرجع        |
| ------- | ----------------- | ------------------ | ----------------------------------- | -------------------------- | ------- | ------------- |
| 1       | جود بيلينغهام     | بوروسيا دورتموند   | £88.5                               | €103                       | 2023    | [ 45 ]        |
| 2       | إدين هازارد       | تشيلسي             | £89                                 | €100                       | 2019    | [ 46 ] [ 47 ] |
| 3       | غاريث بيل         | توتنهام هوتسبير    | £86                                 | €100                       | 2013    | [ 48 ]        |
| 4       | كريستيانو رونالدو | مانشستر يونايتد    | £80                                 | €94                        | 2009    | [ 49 ]        |
| 5       | أوريلين تشواميني  | موناكو             | £69.4                               | €80                        | 2022    | [ 50 ]        |
| 6       | زين الدين زيدان   | يوفنتوس            | £46.6                               | €76                        | 2001    | [ 51 ]        |
| 7       | خاميس رودريغيز    | موناكو             | £63                                 | €75                        | 2014    | [ 52 ]        |
| 8       | كاكا              | ميلان              | £56                                 | €67                        | 2009    | [ 53 ]        |
| 9       | لويس فيغو         | برشلونة            | £37                                 | €62                        | 2000    | [ 54 ]        |
| 10      | لوكا يوفيتش       | آينتراخت فرانكفورت | £52.4                               | €60                        | 2019    | [ 55 ]        |

#### أعلى رسوم انتقال مستلمة
انتقال كريستيانو رونالدو إلى يوفنتوس في عام 2018 لا يزال يمثل أغلى صفقة بيع في تاريخ النادي. وكان رونالدو أيضًا أغلى صفقة شراء للنادي وقت انضمامه إلى ريال مدريد في 2009.
| الترتيب | اللاعب            | إلى             | رسوم الانتقال (مليون جنيه إسترليني) | رسوم الانتقال (مليون يورو) | التاريخ     | المرجع |
| ------- | ----------------- | --------------- | ----------------------------------- | -------------------------- | ----------- | ------ |
| 1       | كريستيانو رونالدو | يوفنتوس         | £100                                | €117                       | يوليو 2018  | [ 56 ] |
| 2       | أنخيل دي ماريا    | مانشستر يونايتد | £59.7                               | €75.6                      | أغسطس 2014  | [ 57 ] |
| 3       | كاسيميرو          | مانشستر يونايتد | £60                                 | €70                        | أغسطس 2022  | [ 58 ] |
| 4       | ألفارو موراتا     | تشيلسي          | £58                                 | €65.5                      | يوليو 2017  | [ 59 ] |
| 5       | مسعود أوزيل       | آرسنال          | £42.5                               | €50                        | سبتمبر 2013 | [ 60 ] |
| 6       | ماتيو كوفاتشيتش   | تشيلسي          | £40.3                               | €45                        | يوليو 2019  | [ 61 ] |
| 7       | روبينيو           | مانشستر سيتي    | £32.5                               | €42                        | سبتمبر 2008 | [ 62 ] |
| 8       | أشرف حكيمي        | إنتر ميلان      | £36.3                               | €41                        | يوليو 2020  | [ 63 ] |
| 9       | غونزالو هيغواين   | نابولي          | £34.5                               | €40                        | يوليو 2013  | [ 64 ] |
| 9       | رافاييل فاران     | مانشستر يونايتد | £34                                 | €40                        | أغسطس 2021  | [ 65 ] |

## المدربون

### عدد المباريات

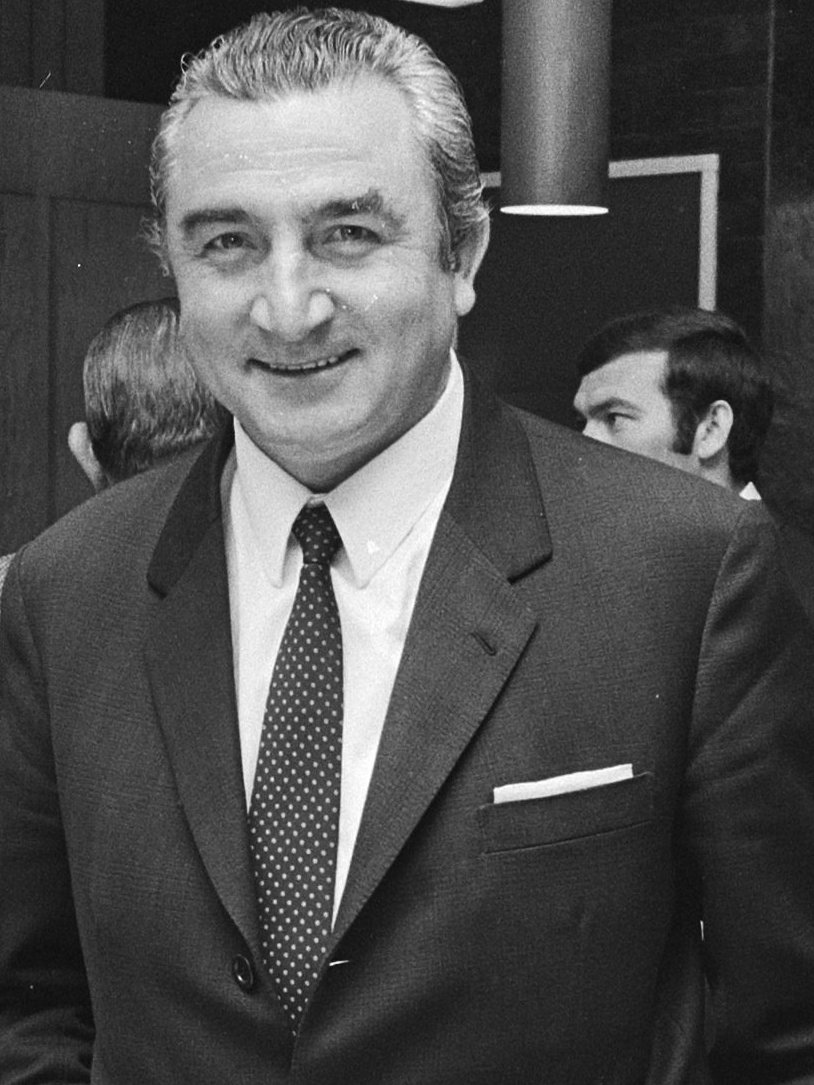
ميغيل مونيوز هو المدرب الذي قاد ريال مدريد في أكبر عدد من المباريات في تاريخه

المباريات الرسمية فقط. اعتبارًا من تاريخ 24 مايو 2025.
| الترتيب | المدرب             | السنوات                         | الدوري الإسباني | كأس الملك | أوروبا[A] | أخرى[B] | المجموع |
| ------- | ------------------ | ------------------------------- | --------------- | --------- | --------- | ------- | ------- |
| 1       | ميغيل مونيوز       | 1959، 1960–1974                 | 424             | 90        | 87        | 4       | 605     |
| 2       | كارلو أنشيلوتي     | 2013–2015 2021–2025             | 228             | 30        | 77        | 18      | 353     |
| 3       | زين الدين زيدان    | 2016–2018 2019–2021             | 183             | 16        | 53        | 11      | 263     |
| 4       | فيسنتي ديل بوسكي   | 1994، 1996 1999–2003            | 153             | 22        | 61        | 10      | 246     |
| 5       | ليو بينهاكر        | 1986–1989، 1992                 | 139             | 28        | 28        | 2       | 197     |
| 6       | لويس مولوني        | 1974، 1977–1979 1982، 1985–1986 | 122             | 34        | 19        | 8       | 183     |
| 7       | جوزيه مورينيو      | 2010–2013                       | 114             | 24        | 36        | 4       | 178     |
| 8       | فويادين بوشكوف     | 1979–1982                       | 98              | 16        | 25        | 0       | 139     |
| 9       | ميلان ميلانيتش     | 1974–1977                       | 103             | 13        | 18        | 0       | 134     |
| 10      | ألفريدو دي ستيفانو | 1982–1984 1990–1991             | 83              | 21        | 13        | 12      | 129     |

### الأكثر فوزًا
المباريات الرسمية فقط. اعتبارًا من تاريخ 24 مايو 2025.
| الترتيب | المدرب           | السنوات              | الدوري الإسباني | كأس الملك | أوروبا[A] | أخرى[B] | المجموع |
| ------- | ---------------- | -------------------- | --------------- | --------- | --------- | ------- | ------- |
| 1       | ميغيل مونيوز     | 1959، 1960–1974      | 257             | 51        | 48        | 1       | 357     |
| 2       | كارلو أنشيلوتي   | 2013–2015 2021–2025  | 162             | 22        | 53        | 13      | 250     |
| 3       | زين الدين زيدان  | 2016–2018 2019–2021  | 124             | 8         | 31        | 9       | 172     |
| 4       | فيسنتي ديل بوسكي | 1994، 1996 1999–2003 | 84              | 10        | 34        | 5       | 133     |
| 5       | جوزيه مورينيو    | 2010–2013            | 87              | 16        | 24        | 1       | 128     |

### معلومات أخرى
- أول مدرب في تاريخ ريال مدريد:  آرثر جونسون
- أكثر من أمضى سنوات كمدرب: 15 سنة –  ميغيل مونيوز (1959، 1960–1974)
- أكثر من حقق ألقابًا كمدرب: 15 لقبًا –  كارلو أنشيلوتي (2013–2015، 2021–2025)
- أعلى نسبة فوز في المباريات: 75% –  مانويل بيليغريني (2009–2010)
- أكثر عدد أهداف سجلها الفريق تحت قيادة مدرب: 1,225 –  ميغيل مونيوز
- أصغر مدرب سنًا: 25 سنوات و124 أيام –  ليبو هيرتزا ضد أريناس، الدوري الإسباني 1929–30، 23 مارس 1930
- أكبر مدرب سنًا: 65 سنوات و348 أيام –  كارلو أنشيلوتي ضد ريال سوسيداد، الدوري الإسباني 2024–25، 24 مايو 2025

## سجلات الفريق

### المباريات

#### البدايات
- أول مباراة رسمية: 1–3 ضد برشلونة، في كأس التتويج 1902 (نصف النهائي)، 13 مايو 1902
- أول مباراة في كأس ملك إسبانيا: 4–1 ضد إسبانيول، في كأس ملك إسبانيا 1903 (نصف النهائي)، 6 أبريل 1903
- أول مباراة في الدوري الإسباني: 5–0 ضد أوروبا، في الدوري الإسباني 1929، 10 فبراير 1929
- أول مباراة على ملعب سانتياغو برنابيو: 3–1 ضد بيلينينسش، 14 ديسمبر 1947
- أول مباراة رسمية على ملعب سانتياغو برنابيو: 3–1 ضد إسبانيول، في الدوري الإسباني 1947–48، 18 ديسمبر 1947
- أول مباراة في كأس إيفا دوارتي (والوحيدة): 3–1 ضد نادي فالنسيا، في كأس إيفا دوارتي، 8 يونيو 1948
- أول مباراة في كأس العالم المصغرة للأندية: 3–2 ضد لا سال، في كأس العالم المصغرة للأندية 1952 (دور المجموعات)، 13 يوليو 1952
- أول مباراة في كأس لاتينا: 2–0 ضد بيلينينسش، في كأس لاتينا 1955 (نصف النهائي)، 22 مايو 1955
- أول مباراة في دوري أبطال أوروبا: 2–0 ضد سيرفيت، في كأس أوروبا 1955–56 (الدور الأول – الذهاب)، 8 سبتمبر 1955
- أول مباراة في كأس الإنتركونتيننتال: 0–0 ضد بنيارول، في كأس الإنتركونتيننتال 1960 (الذهاب)، 3 يوليو 1960
- أول مباراة في كأس الكؤوس الأوروبية: 0–0 ضد هيبرنيان، في كأس الكؤوس الأوروبية 1970–71 (الدور الأول – الذهاب)، 17 سبتمبر 1970
- أول مباراة في الدوري الأوروبي: 2–1 ضد بازل، في كأس الاتحاد الأوروبي 1971–72 (الدور الأول – الذهاب)، 15 سبتمبر 1971
- أول مباراة في كأس السوبر الإسباني: 1–0 ضد ريال سوسيداد، في كأس السوبر الإسباني 1982 (الذهاب)، 13 أكتوبر 1982
- أول مباراة في كأس الدوري الإسباني: 1–0 ضد ريال سوسيداد، في كأس الدوري الإسباني 1983 (ربع النهائي)، 12 يونيو 1983
- أول مباراة في كوبا أيروأميريكان: 3–1 ضد بوكا جونيورز، في كوبا أيروأميريكان (الذهاب)، 19 مايو 1994
- أول مباراة في دوري أبطال أوروبا بنسخته الحديثة: 0–1 ضد أياكس، في دوري أبطال أوروبا 1995–96 (دور المجموعات)، 13 سبتمبر 1995
- أول مباراة في كأس السوبر الأوروبي: 0–1 ضد تشيلسي، في كأس السوبر الأوروبي 1998، 28 أغسطس 1998
- أول مباراة في كأس العالم للأندية: 3–1 ضد النصر، في بطولة العالم للأندية 2000 (دور المجموعات)، 5 يناير 2000
- أول مباراة في كأس القارات للأندية: 3–0 ضد باتشوكا، في كأس القارات للأندية 2024 (النهائي)، 18 ديسمبر 2024

#### في موسم
- أكثر عدد من المباريات في موسم واحد: 68 مباراة – 2024–25 (رقم قياسي إسباني)
- أقل عدد من المباريات في موسم واحد: 0 مباريات – 1911–12[كط] (رقم قياسي مشترك)
- أكثر عدد من الانتصارات في موسم واحد: 46 مباراة – 2011–12 و2013–14
- أكثر عدد من الانتصارات في موسم الدوري الإسباني: 32 مباراة – 2011–12 (رقم قياسي مشترك)
  - أكثر انتصارات على أرضه في الدوري: 18 مباراة – 1987–88 و2009–10 (رقم قياسي مشترك)
  - أكثر انتصارات خارج الأرض في الدوري: 16 مباراة – 2011–12 (رقم قياسي إسباني)
- أقل عدد من الانتصارات الرسمية في الدوري الإسباني: 7 مباريات – 1929–30
- أكثر عدد من التعادلات في موسم واحد: 21 مباراة – 1999–2000 (رقم قياسي مشترك)
- أكثر عدد من التعادلات في الدوري الإسباني: 15 مباراة – 1978–79
- أقل عدد من التعادلات في الدوري الإسباني: 1
  - 1929، من أصل 18 مباراة
  - 1934–35، من أصل 22 مباراة
  - 1939–40، من أصل 22 مباراة
- أكثر عدد من الخسائر في موسم واحد: 19 مباراة – 1984–85
- أكثر عدد من الخسائر في الدوري الإسباني: 13 مباراة – 1973–74
- أقل عدد من الخسائر في موسم واحد: مباراة واحدة – 1931–32 (رقم قياسي إسباني)
- أقل عدد من الخسائر في الدوري الإسباني: 0 – 1931–32 (رقم قياسي مشترك)
- أكثر عدد من المباريات دون خسارة في موسم واحد: 54 مباراة – 2016–17
- أكثر عدد من المباريات دون خسارة في الدوري الإسباني: 39 مباراة – 1986–87، من أصل 44 مباراة (رقم قياسي مشترك)

#### أكبر الانتصارات
- أكبر فوز: 11–1 ضد برشلونة (في كأس ملك إسبانيا 1943)
- أكبر فوز في الدوري: 11–2 ضد نادي إلتشي (في 1959–60)
- أكبر فوز في كأس الملك: 11–1 ضد برشلونة (في كأس ملك إسبانيا 1943)
- أكبر فوز أوروبي: 9–0 ضد بولد كلوب 1913 (في 1961–62)
- أكبر فوز على أرضه: 11–1 ضد برشلونة (في كأس ملك إسبانيا 1943)
- أكبر فوز خارج الأرض: 8–0 ضد أولمبياكوس نيقوسيا (في 1969–70)
  - بسبب عدم استيفاء ملعب أولمبياكوس نيقوسيا متطلبات الاتحاد الأوروبي، فإن هذه المباراة لُعبت على ملعب سانتياغو برنابيو، واعتُبر ريال مدريد الضيف وليس المُضيف. باستثناء هذه الحالة النادرة، فإن أكبر فوز خارج الأرض هو فارق سبعة أهداف:
    - 7–0 ضد فالديبيناس (في كأس ملك إسبانيا 1977–78)
    - 7–0 ضد بروغريس نيدركورن (في كأس أوروبا 1978–79)
    - 8–1 ضد نادي سان سباستيان دي لوس رييس (في كأس ملك إسبانيا 2002–03)
- أكبر فوز على أرضه في الدوري: 11–2 ضد إلتشي (في الدوري الإسباني 1959–60)
- أكبر فوز خارج الأرض في الدوري:
  - 6–0 ضد ريال سرقسطة (في الدوري الإسباني 2011–12)
  - 7–1 ضد ريال سرقسطة (في الدوري الإسباني 1987–88)
  - 8–2 ضد ديبورتيفو لاكورونيا (في الدوري الإسباني 2014–15)

#### أكبر الخسائر
- أكبر خسارة في الدوري: 1–8 ضد إسبانيول (في 1929–30)
- أكبر خسارة في كأس الملك: 0–6 ضد فالنسيا (في 1998–99)
- أكبر خسارة أوروبية:
  - 0–5 ضد كايزرسلاوترن (في كأس الاتحاد الأوروبي 1981–82)
  - 0–5 ضد ميلان (في كأس أوروبا 1988–89)
- أكبر خسارة على أرضه: 0–6 ضد أثلتيك بلباو (في الدوري الإسباني 1930–31)
- أكبر خسارة خارج الأرض: 1–8 ضد إسبانيول (في الدوري الإسباني 1929–30)

### سلسلة

#### انتصارات
- أطول سلسلة انتصارات في جميع البطولات: 22، 16 سبتمبر 2014 – 20 ديسمبر 2014 (رقم قياسي إسباني)
- أطول سلسلة انتصارات في الدوري: 16، 2 مارس 2016 – 18 سبتمبر 2016 (رقم قياسي مشترك)
- أطول سلسلة انتصارات في كأس الملك: 10، 18 ديسمبر 2013 – 2 ديسمبر 2014
- أكثر عدد انتصارات متتالية على أرضه (جميع البطولات): 28، 2 يونيو 1985 – 30 أبريل 1986
- أكثر عدد انتصارات متتالية خارج الأرض (جميع البطولات): 12
  - من 2 أكتوبر 2011 إلى 14 يناير 2012
  - من 20 سبتمبر 2014 إلى 12 ديسمبر 2014[ل]
- أكثر انتصارات متتالية في الدوري على أرضه: 24، 3 ديسمبر 1988 – 28 يناير 1990
- أكثر انتصارات متتالية في الدوري خارج الأرض: 13، 26 فبراير 2017 – 14 أكتوبر 2017 (رقم قياسي إسباني)
- أطول سلسلة انتصارات متتالية منذ بداية موسم الدوري: 9، 15 سبتمبر 1968 – 16 نوفمبر 1968 (رقم قياسي إسباني)

##### بطولات الاتحاد الأوروبي
- أطول سلسلة انتصارات في بطولات الاتحاد الأوروبي: 11، 23 أبريل 2014 – 18 فبراير 2015
- أطول سلسلة انتصارات في دوري أبطال أوروبا: 10، 23 أبريل 2014 – 18 فبراير 2015
- أكثر عدد انتصارات متتالية على أرضه في دوري أبطال أوروبا: 17
  - من 12 أكتوبر 1955 – 21 أبريل 1960[لا]
  - من 13 سبتمبر 1978 – 16 مارس 1988
- أكثر عدد انتصارات متتالية خارج الأرض في دوري أبطال أوروبا: 5، 29 أبريل 2014 – 18 فبراير 2015

#### اللاهزيمة
- أطول سلسلة مباريات دون هزيمة (جميع البطولات): 40، 9 أبريل 2016 – 12 يناير 2017 (رقم قياسي إسباني)
- أطول سلسلة دون هزيمة على أرضه (جميع البطولات): 83، 8 مايو 1977 – 18 يناير 1981[لب] (رقم قياسي إسباني)
- أطول سلسلة دون هزيمة خارج الأرض (جميع البطولات): 21، 21 سبتمبر 2011 – 11 أبريل 2012 (رقم قياسي إسباني)
- أطول سلسلة دون هزيمة في الدوري: 42، 27 سبتمبر 2023 – 19 أكتوبر 2024
- أطول سلسلة دون هزيمة على أرضه في الدوري: 121، 17 فبراير 1957 – 20 فبراير 1965 (رقم قياسي إسباني)
- أطول سلسلة دون هزيمة خارج الأرض في الدوري: 21، 30 سبتمبر 2023 – 24 نوفمبر 2024

##### بطولات الاتحاد الأوروبي
- أطول سلسلة دون هزيمة في بطولات الاتحاد الأوروبي: 16، 12 أبريل 2016 – 2 مايو 2017
- أطول سلسلة دون هزيمة في دوري أبطال أوروبا: 15، 12 أبريل 2016 – 2 مايو 2017
- أطول سلسلة دون هزيمة على أرضه في دوري أبطال أوروبا: 32، 17 سبتمبر 1975 – 24 أكتوبر 1990
- أطول سلسلة دون هزيمة خارج الأرض في دوري أبطال أوروبا: 11، 28 سبتمبر 2010 – 27 مارس 2012

#### سلسلة دون فوز
- أطول سلسلة دون تحقيق فوز: 9
  - من 23 ديسمبر 1984 – 17 فبراير 1985
  - من 27 فبراير 1991 – 7 أبريل 1991
- أطول سلسلة دون فوز على أرضه: 5، 13 نوفمبر 1949 – 5 فبراير 1950
- أطول سلسلة دون فوز خارج الأرض: 17، 22 نوفمبر 1997 – 9 مايو 1998
- أطول سلسلة دون فوز في الدوري: 9، 23 ديسمبر 1984 – 17 فبراير 1985
- أطول سلسلة دون فوز في دوري أبطال أوروبا: 6، 2 أكتوبر 2002 – 11 ديسمبر 2002
- أطول سلسلة دون فوز على أرضه في دوري أبطال أوروبا: 3
  - من 29 فبراير 2000 – 4 أبريل 2000
  - من 22 أكتوبر 2002 – 11 ديسمبر 2002

#### تعادلات
- أكثر عدد من التعادلات المتتالية: 5
  - من 29 مارس 1970 – 3 مايو 1970
  - من 7 يناير 1979 – 24 يناير 1979
- أكثر عدد من التعادلات المتتالية على أرضه: 5، 13 نوفمبر 1949 – 5 فبراير 1950
- أكثر عدد من التعادلات المتتالية خارج الأرض: 5
  - من 6 ديسمبر 1953 – 7 فبراير 1954
  - من 8 مارس 2006 – 16 أبريل 2006
- أكثر عدد من التعادلات المتتالية في الدوري: 4
  - من 21 سبتمبر 1947 – 12 أكتوبر 1947
  - من 2 مارس 1969 – 23 مارس 1969
  - من 29 مارس 1970 – 19 أبريل 1970
  - من 17 فبراير 2007 – 10 مارس 2007

#### مباريات بدون تعادل
- أكثر عدد مباريات متتالية بدون تعادل: 33، 29 مارس 1922 – 26 فبراير 1928 (رقم قياسي مشترك)
- أكثر عدد مباريات متتالية بدون تعادل في الدوري الإسباني: 32، 26 أكتوبر 1952 – 1 نوفمبر 1953 (رقم قياسي مشترك)

#### الخسائر
- أكثر عدد من الهزائم المتتالية: 5
  - من 3 أبريل 1985 – 21 أبريل 1985
  - من 25 أبريل 2004 – 23 مايو 2004
  - من 2 مايو 2009 – 31 مايو 2009
- أكثر عدد من الهزائم المتتالية على أرضه: 4
  - من 18 يونيو 1995 – 17 سبتمبر 1995
  - من 11 أبريل 2004 – 23 مايو 2004
  - من 17 فبراير 2019 – 5 مارس 2019
- أكثر عدد من الهزائم المتتالية خارج الأرض: 7
  - من 26 أكتوبر 1947 – 25 يناير 1948
  - من 3 ديسمبر 1950 – 18 مارس 1951
- أكثر عدد من الهزائم المتتالية في الدوري: 5
  - من 25 أبريل 2004 – 23 مايو 2004
  - من 2 مايو 2009 – 31 مايو 2009

#### التسجيل
- أطول سلسلة مباريات سجل فيها الفريق: 73، 30 أبريل 2016 – 17 سبتمبر 2017 (رقم قياسي إسباني)
- أطول سلسلة تسجيل في الدوري: 54، 2 مارس 2016 – 17 سبتمبر 2017
- أطول سلسلة تسجيل على أرضه في الدوري: 81، 11 نوفمبر 1951 – 20 يناير 1957
- أطول سلسلة تسجيل خارج الأرض في الدوري: 35، 3 يناير 2016 – 29 أكتوبر 2017 (رقم قياسي إسباني)

#### عدم التسجيل
- أطول سلسلة عدم تسجيل: 5، 3 أبريل 1985 – 21 أبريل 1985
- أطول سلسلة عدم تسجيل في الدوري: 3
  - من 7 أبريل 1985 – 21 أبريل 1985
  - من 17 سبتمبر 1993 – 2 أكتوبر 1993
  - من 27 أبريل 2002 – 10 مايو 2002
  - من 26 سبتمبر 2018 – 6 أكتوبر 2018

### الأهداف

#### في مباراة واحدة
| الأهداف | النتيجة                            | التاريخ        | البطولة           |
| ------- | ---------------------------------- | -------------- | ----------------- |
| 13      | ريال مدريد 9–4 إكستريمادورا        | 6 مارس 1927    | كأس الملك         |
| 13      | ريال مدريد 11–2 إلتشي              | 7 فبراير 1960  | الدوري الإسباني   |
| 12      | ريال مدريد 6–6 برشلونة             | 13 أبريل 1916  | كأس الملك         |
| 12      | ريال مدريد 11–1 برشلونة            | 13 يونيو 1943  | كأس الملك         |
| 12      | ريال مدريد 10–2 رايو فايكانو       | 20 ديسمبر 2015 | الدوري الإسباني   |
| 11      | ريال مدريد 7–4 كاستييون            | 2 فبراير 1947  | الدوري الإسباني   |
| 11      | ريال مدريد 8–3 سيلتا فيغو          | 15 يناير 1956  | الدوري الإسباني   |
| 11      | ريال مدريد 10–1 لاس بالماس         | 4 يناير 1959   | الدوري الإسباني   |
| 10      | مدريد-موديرنو 5–5 إسبانيول مدريد   | 19 مارس 1904   | كأس الملك         |
| 10      | ريال مدريد 8–2 برشلونة             | 3 فبراير 1935  | الدوري الإسباني   |
| 10      | ريال مدريد 9–1 كاستييون            | 16 نوفمبر 1941 | الدوري الإسباني   |
| 10      | ريال مدريد 6–4 ريال سوسيداد        | 4 يناير 1942   | الدوري الإسباني   |
| 10      | برشلونة 5–5 ريال مدريد             | 10 يناير 1943  | الدوري الإسباني   |
| 10      | ريال مدريد 7–3 آينتراخت فرانكفورت  | 18 مايو 1960   | دوري أبطال أوروبا |
| 10      | ريال مدريد 9–1 ريال سوسيداد        | 16 سبتمبر 1967 | الدوري الإسباني   |
| 10      | ريال مدريد 7–3 غرناطة              | 12 يونيو 1974  | كأس الملك         |
| 10      | سبورتينغ خيخون 5–5 ريال مدريد      | 16 فبراير 1989 | كأس الملك         |
| 10      | ريال مدريد 9–1 سواروفسكي تيرول     | 24 أكتوبر 1990 | كأس أوروبا        |
| 10      | ريال مدريد 7–3 إشبيلية             | 30 أكتوبر 2013 | الدوري الإسباني   |
| 10      | ديبورتيفو لاكورونيا 2–8 ريال مدريد | 20 سبتمبر 2014 | الدوري الإسباني   |
| 10      | ريال مدريد 9–1 غرناطة              | 5 أبريل 2015   | الدوري الإسباني   |
| 10      | ريال مدريد 7–3 خيتافي              | 23 مايو 2015   | الدوري الإسباني   |

#### في موسم واحد
- أكثر عدد من الأهداف المُسجلة في موسم واحد: 174 – 2011–12
- أكثر عدد من الأهداف المُسجلة في موسم واحد في الدوري الإسباني: 121 – 2011–12 (رقم قياسي إسباني)
- أقل عدد من الأهداف المُسجلة في موسم واحد في الدوري الإسباني: 24 – 1930–31
- أكثر عدد من الأهداف المُستقبلة في موسم واحد: 84 – 1998–99 و2024–25
- أكثر عدد من الأهداف المُستقبلة في موسم واحد في الدوري الإسباني: 71 – 1950–51
- أقل عدد من الأهداف المُستقبلة في موسم واحد في الدوري الإسباني: 15 – 1931–32 (رقم قياسي إسباني)
- أفضل فارق أهداف في موسم واحد في الدوري الإسباني: +89 – 2011–12 (رقم قياسي إسباني)
- أكثر عدد من المباريات التي سجل فيها الفريق أهدافًا في موسم واحد: 60 – 2016–17؛ سجل في جميع مباريات الموسم (رقم قياسي إسباني)

#### هدافون مختلفون
ملاحظة: لا يشمل الأهداف العكسية.
- أكثر عدد من الهدافين المختلفين في موسم واحد: 22 – 2019–20 (رقم مشترك)
- أكثر عدد من الهدافين في موسم ضمن الدوري الإسباني: 21 – 2019–20
- أكثر عدد من الهدافين في موسم ضمن كأس الملك: 11 – 1977–78
- أكثر عدد من الهدافين في موسم ضمن دوري أبطال أوروبا: 14 – 2001–02
- أكثر عدد من الهدافين المختلفين في مباراة واحدة: 6
  - ريال مدريد 6–0  زيورخ، كأس أوروبا 1963–64، 7 مايو 1964؛ زوكو، هيرنانديز، مولر، بوشكاش، دي ستيفانو وأمانسيو
  - ريال مدريد 8–0  أولمبياكوس نيقوسيا، كأس أوروبا 1969–70، 24 سبتمبر 1969؛ أمانسيو، خينتو، غروسو، فليتاس، غراندي وبيري
  - ريال مدريد 7–0  فالديبيناس، كأس ملك إسبانيا 1977–78، 14 سبتمبر 1977؛ إيسيدرو، أغيلار، سانتيانا، وولف، ماكاناس وديل بوسكي
  - ريال مدريد 7–0  بروغريس نيدركورن، كأس أوروبا 1977–78، 27 سبتمبر 1977؛ بيري، ينسن، شتيليكه، سانتيانا، غارسيا وخوانيتو
  - ريال مدريد 7–0  رايو فايكانو، الدوري الإسباني 1979–80، 3 فبراير 1980؛ سانتيانا، خوانيتو، كننغهام، غارسيا، مارتينيز وميغيل
  - ريال مدريد 7–0  إشبيلية، الدوري الإسباني 1990–91، 3 فبراير 1991؛ تينديلو، بوتراغينيو، ميتشيل، غورديلو، هييرو وأراغون
  - ريال مدريد 6–2  مالقا، الدوري الإسباني 2012–13، 8 مايو 2013؛ ألبيول، رونالدو، أوزيل، بنزيما، مودريتش ودي ماريا

### شباك نظيفة
- أكثر عدد من المباريات بشباك نظيفة في موسم واحد: 30 مباراة – 2010–11 (رقم قياسي إسباني)
- أكثر عدد من المباريات بشباك نظيفة في موسم واحد في الدوري الإسباني: 21 مباراة – 2023–24
- أكثر عدد من المباريات بشباك نظيفة في موسم واحد في كأس الملك: 8 مباريات – 2013–14 (رقم قياسي إسباني)
- أكثر عدد من المباريات بشباك نظيفة في موسم واحد في دوري أبطال أوروبا: 10 مباريات – 2015–16 (رقم قياسي مشترك)
- أكثر عدد من المباريات المتتالية بشباك نظيفة: 8 مباريات، 6 يناير 2014 – 28 يناير 2014
- أكثر عدد من المباريات المتتالية بشباك نظيفة في الدوري الإسباني: 7 مباريات
  - 11 ديسمبر 1994 – 5 فبراير 1995
  - 7 سبتمبر 1997 – 27 أكتوبر 1997
- أطول سلسلة مباريات دون شباك نظيفة: 24 مباراة، 26 يناير 1941 – 18 يناير 1942
- أطول سلسلة مباريات دون شباك نظيفة في الدوري الإسباني: 26 مباراة، 8 مايو 1999 – 17 يناير 2000

### النقاط
- أكثر عدد من النقاط في موسم واحد:
  - نظام النقطتين للفوز: 66 نقطة في 44 مباراة (في موسم 1986–87) (رقم قياسي إسباني)
  - نظام الثلاث نقاط للفوز: 100 نقطة في 38 مباراة (في موسم 2011–12)[67] (رقم قياسي مشترك)
- أقل عدد من النقاط في موسم واحد:
  - نظام النقطتين للفوز: 17 نقطة في 18 مباراة (في موسم 1929–30)
  - نظام الثلاث نقاط للفوز: 62 نقطة في 38 مباراة (في موسم 1999–2000)

### ركلات الترجيح

#### حسب النادي
| الأندية       | لعب | فاز | خسر |
| ------------- | --- | --- | --- |
| أتلتيكو مدريد | 6   | 6   | 0   |
| ريال سوسيداد  | 1   | 1   | 0   |
| ريال سرقسطة   | 1   | 1   | 0   |
| برشلونة       | 1   | 1   | 0   |
| فالنسيا       | 1   | 1   | 0   |
| مانشستر سيتي  | 1   | 1   | 0   |
| يوفنتوس       | 1   | 1   | 0   |
| النجم الأحمر  | 1   | 0   | 1   |
| أثلتيك بلباو  | 1   | 0   | 1   |
| نيكاكسا       | 1   | 0   | 1   |
| بايرن ميونخ   | 1   | 0   | 1   |
| المجموع       | 16  | 12  | 4   |

#### حسب المسابقة
| المسابقة             | لعب | فاز | خسر |
| -------------------- | --- | --- | --- |
| كأس ملك إسبانيا      | 5   | 4   | 1   |
| دوري أبطال أوروبا    | 5   | 4   | 1   |
| كأس الدوري الإسباني  | 2   | 2   | 0   |
| كأس السوبر الإسباني  | 2   | 2   | 0   |
| كأس الكؤوس الأوروبية | 1   | 0   | 1   |
| كأس العالم للأندية   | 1   | 0   | 1   |
| المجموع              | 16  | 12  | 4   |

#### القائمة الكاملة
المفتاح
- = ضربة جزاء مسجلة
- = ضربة جزاء مهدرة
- خلفية ذهبية = ضربة جزاء مسجلة حسمت سلسلة الركلات
- خلفية حمراء = ضربة جزاء مهدرة حسمت سلسلة الركلات
- خلفية رمادية = أول ضربة جزاء في سلسلة الركلات
- خط أفقي داخل قائمة المسددين = بداية مرحلة «ركلات الحسم» والتي تكون ركلة بركلة

| #  | ضد            | إ   | ركلات الجزاء | ركلات الجزاء | ركلات الجزاء | ريال مدريد                | ريال مدريد                                                        | الخصم                                                                  | الخصم                | البطولة                                        | الملعب                   | التاريخ       |
| #  | ضد            | إ   | م            | ض            | ع            | ح                         | المُسدِّدون                                                          | المُسدِّدون                                                               | ح                    | البطولة                                        | الملعب                   | التاريخ       |
| -- | ------------- | --- | ------------ | ------------ | ------------ | ------------------------- | ----------------------------------------------------------------- | ---------------------------------------------------------------------- | -------------------- | ---------------------------------------------- | ------------------------ | ------------- |
| 1  | النجم الأحمر  | 0–2 | 5–6          | 2–1          | 7–7          | ميغيل أنخيل               | ديل بوسكي · نيتزر · اغيلار · برايتنر · روبينيان بينيتو · سانتيانا | كيري · فيليبوفيتش · باراليتش · سافيتش · بيتروفيتش دورديفيتش · بتروفيتش | أوغنجين بيتروفيتش    | كأس الكؤوس الأوروبية 1974–75 ربع النهائي       | ملعب النجم الأحمر بلغراد | 19 مارس 1975  |
| 2  | أتلتيكو مدريد | 0–0 | 4–3          | 1–2          | 5–5          | ميغيل أنخيل               | أمانسيو · بيري · ديل بوسكي · روبينيان · أغيلار                    | إروريتا · غاراتي · سالسيدو · فرنانديز · بيزيرا                         | ميغيل رينا           | كأس ملك إسبانيا 1974–75 النهائي                | فيسنتي كالديرون مدريد    | 5 يوليو 1975  |
| 3  | أتلتيكو مدريد | 2–2 | 4–1          | 0–2          | 4–3          | غارسيا ريمون              | غويريني · وولف · ينسن · ديل بوسكي                                 | كانو · ليفينيا · روبيو                                                 | خوسيه نافارو         | كأس ملك إسبانيا 1978–79 الدور الثالث           | سانتياغو بيرنابيو مدريد  | 24 يناير 1979 |
| 4  | أتلتيكو مدريد | 1–1 | 4–3          | 1–2          | 5–5          | غارسيا ريمون              | سانتيانا · كننغهام · شتيليكه · خوانيتو · غارسيا ريمون             | غونزاليس · روبيو · نونيز · بيرميغو · ديرسو                             | خوسيه نافارو         | كأس ملك إسبانيا 1979–80 نصف النهائي            | سانتياغو بيرنابيو مدريد  | 24 مايو 1980  |
| 5  | ريال سوسيداد  | 1–0 | 4–3          | 2–3          | 6–6          | أغوستين رودريغيز سانتياغو | كاماتشو · كننغهام · غارسيا · خوانيتو · إيزيدورو إيتو              | كورتاباريا · إيفارتي · ألفاريز · لارانياغا · ألونسو موريلو             | لويس أركونادا        | كأس ملك إسبانيا 1981–82 نصف النهائي            | سانتياغو بيرنابيو مدريد  | 31 مارس 1982  |
| 6  | ريال سرقسطة   | 5–3 | 5–4          | 0–1          | 5–5          | ميغيل أنخيل               | سانتيانا · كاماتشو · ميتغود · خوانيتو · إيزيدورو                  | سنيور · بارباس · غارسيا · هيريرا · أماريا                              | يوجينيو فيتالر       | كأس الدوري الإسباني 1983 نصف النهائي           | سانتياغو بيرنابيو مدريد  | 22 يونيو 1983 |
| 7  | أثلتيك بلباو  | 1–0 | 3–4          | 2–1          | 5–5          | ميغيل أنخيل               | كاماتشو · سالغيرو · شتيليكه · تشيندو · خوانيتو                    | أورتوبي · روز · أرغوتي · سولا · نونيز                                  | أندوني زوبيزاريتا    | كأس ملك إسبانيا 1983–84 نصف النهائي            | سان ماميس بلباو          | 18 أبريل 1984 |
| 8  | برشلونة       | 1–1 | 4–1          | 0–2          | 4–3          | ميغيل أنخيل               | فالدانو · إيزيدورو · بوتراغينيو · خوانيتو                         | كراسكو · ميراندا · ألونسو                                              | خافيير أوروتيكويتشيا | كأس الدوري الإسباني 1985 ربع النهائي           | سانتياغو بيرنابيو مدريد  | 18 مايو 1985  |
| 9  | يوفنتوس       | 0–1 | 3–1          | 1–3          | 4–4          | فرانسيسكو بويو            | سانشيز · بوتراغينيو · فالدانو · خوانيتو                           | بريو · فينيولا · مانفريدونيا · فافيرو                                  | ستيفانو تاكوني       | كأس أوروبا 1986–87 الدور الثاني                | تورينو الأولمبي تورينو   | 5 نوفمبر 1986 |
| 10 | نيكاكسا       | 1–1 | 3–4          | 2–1          | 5–5          | ألبانو بيزاري             | إيتو · هيلغيرا · ماكمانامان · مورينتس · دورادو                    | فاسكيز · كابريرا · بيريز · أغيناغا · ديلغادو                           | هوغو بينيدا          | بطولة العالم للأندية 2000 مباراة المركز الثالث | الماراكانا ريو دي جانيرو | 14 يناير 2000 |
| 11 | بايرن ميونخ   | 2–1 | 1–3          | 3–2          | 4–5          | إيكر كاسياس               | رونالدو · كاكا · ألونسو · راموس                                   | ألابا · غوميز · كروس · لام · شفاينشتايغر                               | مانويل نوير          | دوري أبطال أوروبا 2011–12 نصف النهائي          | سانتياغو بيرنابيو مدريد  | 25 أبريل 2012 |
| 12 | أتلتيكو مدريد | 0–0 | 5–3          | 0–1          | 5–4          | كيلور نافاس               | فاسكيز · مارسيلو · بيل · راموس · رونالدو                          | غريزمان · غابي · ساؤول · خوانفران                                      | يان أوبلاك           | دوري أبطال أوروبا 2015–16 النهائي              | سان سيرو ميلانو          | 28 مايو 2016  |
| 13 | أتلتيكو مدريد | 0–0 | 4–1          | 0–2          | 4–3          | تيبو كورتوا               | كارفاخال · رودريغو · مودريتش · راموس                              | ساؤول · بارتي · تريبير                                                 | يان أوبلاك           | كأس السوبر الإسباني 2019–20 النهائي            | مدينة الملك عبد الله جدة | 12 يناير 2020 |
| 14 | فالنسيا       | 1–1 | 4–3          | 0–2          | 4–5          | تيبو كورتوا               | بنزيما · مودريتش · كروس · أسينسيو                                 | كافاني · كومارت · موريبا · غيامون · غايا                               | جيورجي مامارداشفيلي  | كأس السوبر الإسباني 2022–23 نصف النهائي        | مدينة الملك فهد الرياض   | 11 يناير 2023 |
| 15 | مانشستر سيتي  | 1–1 | 4–3          | 1–2          | 5–5          | أندري لونين               | مودريتش · بيلينغهام · فاسكيز · ناتشو · روديغر                     | ألفاريز · سيلفا · كوفاتشيتش · فودين · إيدرسون                          | إيدرسون              | دوري أبطال أوروبا 2023–24 ربع النهائي          | الاتحاد مانشستر          | 17 أبريل 2024 |
| 16 | أتلتيكو مدريد | 0–1 | 4–2          | 1–2          | 5–4          | تيبو كورتوا               | مبابي · بيلينغهام · فالفيردي · فاسكيز · روديغر                    | سورلوث · ألفاريز · كوريا · يورينتي                                     | يان أوبلاك           | دوري أبطال أوروبا 2024–25 دور الـ 16           | ميتروبوليتانو مدريد      | 12 مارس 2025  |

#### إحصائيات في ركلات الترجيح
- أكثر من نفّذ ركلات ترجيح: 6 –  خوانيتو، 1977–1987[68]
- أكثر من سجّل ركلات ترجيح: 6 –  خوانيتو، 1977–1987
- أكثر من أضاع ركلات ترجيح: 2 –  كاماتشو، 1974–1989
- أكثر من تصدّى لركلات ترجيح: 6 –  ميغيل أنخيل، 1968–1986
- أكثر من نُفّذت ضده ركلات ترجيح أمام ريال مدريد: 2
  -  روبيو، كلاهما مع أتلتيكو مدريد
  -  ساؤول، كلاهما مع أتلتيكو مدريد
  -  خوليان ألفاريز، واحدة مع مانشستر سيتي وأخرى مع أتلتيكو مدريد

## الأداء موسمًا بموسم
| الموسم  | الدوري          | لعب    | فاز    | تعادل  | خسر    | له     | عليه   | نقاط   | الترتيب | كأس الملك   | بطولة             | النتيجة     | بطولة                                            | النتيجة   | الهداف(ون)    | أهداف       |
| الموسم  | الدوري          | الدوري | الدوري | الدوري | الدوري | الدوري | الدوري | الدوري | الدوري  | كأس الملك   | أوروبا            | أوروبا      | أخرى                                             | أخرى      | هداف الدوري   | هداف الدوري |
| ------- | --------------- | ------ | ------ | ------ | ------ | ------ | ------ | ------ | ------- | ----------- | ----------------- | ----------- | ------------------------------------------------ | --------- | ------------- | ----------- |
| 2020–21 | الدوري الإسباني | 38     | 25     | 9      | 4      | 67     | 28     | 84     | الثاني  | دور الـ 32  | دوري أبطال أوروبا | نصف نهائي   | السوبر الإسباني                                  | نصف نهائي | كريم بنزيما   | 23          |
| 2021–22 | الدوري الإسباني | 38     | 26     | 8      | 4      | 80     | 31     | 86     | الأول*  | ربع النهائي | دوري أبطال أوروبا | ف*          | السوبر الإسباني                                  | ف*        | كريم بنزيما   | 27          |
| 2022–23 | الدوري الإسباني | 38     | 24     | 6      | 8      | 75     | 36     | 78     | الثاني  | الفائز*     | دوري أبطال أوروبا | نصف نهائي   | السوبر الأوروبيالسوبر الإسبانيكأس العالم للأندية | ف*وف*     | كريم بنزيما   | 19          |
| 2023–24 | الدوري الإسباني | 38     | 29     | 8      | 1      | 87     | 26     | 95     | الأول*  | دور الـ 16  | دوري أبطال أوروبا | ف*          | السوبر الإسباني                                  | ف*        | جود بيلينغهام | 19          |
| 2024–25 | الدوري الإسباني | 38     | 26     | 6      | 6      | 78     | 38     | 84     | الثاني  | و*الوصيف    | دوري أبطال أوروبا | ربع النهائي | السوبر الإسباني                                  | و*        | كيليان مبابي  | 31          |

## الألقاب

### رسمية

#### البطولات الإقليمية
- بطولة منطقة المركز / كأس مانكومونادو:[76][77]
  - البطل (23 مرة، رقم قياسي): 1903[له]، 1904–05، 1905–06، 1906–07[لو]، 1907–08، 1912–13، 1915–16، 1916–17، 1917–18، 1919–20، 1921–22، 1922–23، 1923–24، 1925–26، 1926–27، 1928–29، 1929–30، 1930–31، 1931–32، 1932–33، 1933–34، 1934–35، 1935–36
  - الوصيف (7 مرات): 1902–03، 1910–11، 1914–15، 1918–19، 1924–25، 1927–28، 1939–40
- كأس اتحاد المركز:
  - البطل (4 مرات، رقم قياسي): 1922–23، 1927–28، 1943–44، 1944–45
  - الوصيف (مرة واحدة): 1940–41

#### المسابقات المحلية
- الدوري الإسباني:[76]
  - البطل (36، رقم قياسي): 1931–32، 1932–33، 1953–54، 1954–55، 1956–57، 1957–58، 1960–61، 1961–62، 1962–63، 1963–64، 1964–65، 1966–67، 1967–68، 1968–69، 1971–72، 1974–75، 1975–76، 1977–78، 1978–79، 1979–80، 1985–86، 1986–87، 1987–88، 1988–89، 1989–90، 1994–95، 1996–97، 2000–01، 2002–03، 2006–07، 2007–08، 2011–12، 2016–17، 2019–20، 2021–22، 2023–24
  - الوصيف (26): 1929، 1933–34، 1934–35، 1935–36، 1941–42، 1944–45، 1958–59، 1959–60، 1965–66، 1980–81، 1982–83، 1983–84، 1991–92، 1992–93، 1998–99، 2004–05، 2005–06، 2008–09، 2009–10، 2010–11، 2012–13، 2014–15، 2015–16، 2020–21، 2022–23، 2024–25
- كأس ملك إسبانيا:[76]
  - البطل (20): 1905، 1906، 1907، 1908، 1917، 1934، 1936، 1946، 1947، 1961–62، 1969–70، 1973–74، 1974–75، 1979–80، 1981–82، 1988–89، 1992–93، 2010–11، 2013–14، 2022–23
  - الوصيف (21، رقم قياسي): 1903، 1916، 1918، 1924، 1928–29، 1930، 1933، 1940، 1943، 1958، 1959–60، 1960–61، 1967–68، 1978–79، 1982–83، 1989–90، 1991–92، 2001–02، 2003–04، 2012–13، 2024–25
- كأس الدوري الإسباني:[76]
  - البطل (1): 1985
  - الوصيف (1): 1983
- كأس السوبر الإسباني:[76]
  - البطل (13): 1988، 1989، 1990، 1993، 1997، 2001، 2003، 2008، 2012، 2017، 2019–20، 2021–22، 2023–24
  - الوصيف (7): 1982، 1995، 2007، 2011، 2014، 2022–23، 2025
- كأس إيفا دوارتي:
  - البطل (1): 1947[لز]

#### المسابقات الأوروبية
- كأس أوروبا / دوري أبطال أوروبا[76]
  - البطل (15، رقم قياسي) 1955–56،[لز] 1956–57، 1957–58، 1958–59، 1959–60، 1965–66، 1997–98، 1999–2000، 2001–02، 2013–14، 2015–16، 2016–17، 2017–18، 2021–22، 2023–24
  - الوصيف (3): 1961–62، 1963–64، 1980–81
- كأس الكؤوس الأوروبية
  - الوصيف (2، رقم قياسي مشترك): 1970–71، 1982–83
- كأس الاتحاد الأوروبي / الدوري الأوروبي[76]
  - الأبطال (2) 1984–85، 1985–86
- كأس السوبر الأوروبي[76]
  - البطل (6، رقم قياسي) 2002، 2014، 2016، 2017، 2022، 2024
  - الوصيف (3): 1998، 2000، 2018
- كأس لاتينا[76]
  - البطل (2، رقم قياسي مشترك) 1955، 1957

#### المسابقات العالمية
- كأس العالم للأندية:[76]
  - الأبطال (5، رقم قياسي): 2014، 2016، 2017، 2018، 2022
- كأس الإنتركونتيننتال:[76][78]
  - الأبطال (3، رقم قياسي مشترك): 1960،[لز] 1998، 2002
  - الوصيف (2): 1966، 2000
- كأس القارات للأندية:
  - الأبطال (1، رقم قياسي): 2024 [لز]
- كوبا أيروأميريكان:[79]
  - الأبطال (1، رقم قياسي): 1994[لز]

### غير رسمية
- كأس سانتياغو برنابيو: 28
  - 1981، 1983، 1984، 1985، 1987، 1989، 1991، 1994، 1995، 1996، 1997، 1998، 1999، 2000، 2003، 2005، 2006، 2007، 2008، 2009، 2010، 2011، 2012، 2013، 2015،[80][81] 2016،[82][83] 2017،[84] 2018[85]

| - كأس مدينة أليكانتي: 10 - 1990، 1991، 1992، 1993، 1995، 1998، 2000، 2001، 2002، 2010 - كأس تيريزا هيريرا: 9 - 1949، 1953، 1966، 1976، 1978، 1979، 1980، 1994، 2013 - كأس رامون دي كارانزا: 6 - 1958، 1959، 1960، 1966، 1970، 1982 - كأس مدينة لا لينيا: 5 - 1981، 1982، 1986، 1994، 2000. - كأس مدينة بالما: 4 - 1975، 1980، 1983، 1990 - كأس باهيا دي كارتاخينا: 4 - 1994، 1998، 1999، 2001 - كأس جيرونا الخالدة: 4 - 1977، 1979، 1980، 1981 - كأس كولومبينو: 3 - 1970، 1984، 1989 - كأس مدينة برشلونة: 3 - 1983، 1985، 1988 - كأس إقليم الباسك أسيكارثي: 3 - 1994، 1995، 1996 - كأس فيستا دي إلتشي: 3 - 1984، 1985، 1999 - كأس مدينة سانتاندير: 3 - 1991، 1992، 1993 - كأس العالم المصغرة للأندية: - الأبطال (2، رقم قياسي مشترك): 1952، 1956 - الكأس الدولية للأبطال: 3 - 2013، 2015 أستراليا، 2015 الصين - كأس مدينة فيغو: 2 - 1981، 1982 - كأس نارانخا: 2 - 1990، 2003 - كأس كونثيبسيون أرينابل: 2 - 1977، 1984 | - كأس عيد الميلاد لمقاطعة مدريد: 2 - 1994، 1995 - كأس الهسبانية: 2 - 1995، 1996 - تحدي كرة القدم العالمي: 2 - 2011، 2012 - كأس بينيتو فيلامارين: 1 - 1960 - كأس الملك محمد الخامس: 1 - 1966 - كأس العام المقدس كومبوستيلانو: 1 - 1970 - كأس كوستا ديل سول: 1 - 1976 - كأس مدينة كاراكاس: 1 - 1980 - كأس إيبيريكو: 1 - 1982 - كأس الذكرى المئوية لـ ميلان: 1 - 2000 - كأس خيسوس خيل: 1 - 2005 - كأس الذكرى المئوية لـ ريال سوسيداد: 1 - 2009 - كأس تاسي أويل: 1 - 2010 - كأس فرانز بيكنباور: 1 - 2010 - كأس تحدي إن باور: 1 - 2011 - قمة أودي لكرة القدم: 1 - 2016 - مباراة نجوم الدوري الأمريكي: 1 - 2017 |

في 2017، حصل ريال مدريد على كأس القيم التسع، وهي جائزة من البرنامج الاجتماعي الدولي للأطفال كرة القدم من أجل الصداقة.

### تحقيق الألقاب

#### الثنائية
الثنائية الأوروبية
- الدوري الإسباني ودوري أبطال أوروبا: 5
  - 1956–57، 1957–58، 2016–17، 2021–22، 2023–24

ثنائية الدوري وكأس الاتحاد الأوروبي
- الدوري الإسباني وكأس الاتحاد الأوروبي: 1
  - 1985–86

ثنائية كأس أوروبية
- كأس ملك إسبانيا ودوري أبطال أوروبا: 1
  - 2013–14

ثنائية أوروبية وكأس الدوري
- كأس الدوري الإسباني وكأس الاتحاد الأوروبي: 1
  - 1984–85

ثنائية محلية
- الدوري الإسباني وكأس ملك إسبانيا: 4
  - 1961–62، 1974–75، 1979–80، 1988–89

#### ثلاثة ألقاب متتالية أو أكثر
دوري أبطال أوروبا
- 1955–56، 1956–57، 1957–58، 1958–59، 1959–60 (خمسة متتالية)
- 2015–16، 2016–17، 2017–18

كأس العالم للأندية
- 2016، 2017، 2018

الدوري الإسباني
- 1960–61، 1961–62، 1962–63، 1963–64، 1964–65 (خمسة متتالية)
- 1966–67، 1967–68، 1968–69
- 1977–78، 1978–79، 1979–80
- 1985–86، 1986–87، 1987–88، 1988–89، 1989–90 (خمسة متتالية)

كأس ملك إسبانيا
- 1905، 1906، 1907، 1908 (أربعة متتالية)

كأس السوبر الإسباني
- 1988، 1989، 1990

#### أربعة ألقاب في موسم واحد
2016–17
- كأس السوبر الأوروبي، كأس العالم للأندية، الدوري الإسباني، دوري أبطال أوروبا

2017–18
- السوبر الأوروبي، السوبر الإسباني، كأس العالم للأندية، دوري أبطال أوروبا

## الجوائز

### جوائز اللاعبين

#### الكرة الذهبية(1956–)
اللاعبون التاليون فازوا بجائزة الكرة الذهبية أثناء اللعب لريال مدريد:
- ألفريدو دي ستيفانو – 1957، 1959
- ريموند كوبا – 1958
- لويس فيغو – 2000
- رونالدو – 2002
- فابيو كانافارو – 2006
- كريستيانو رونالدو – 2013، 2014، 2016، 2017
- لوكا مودريتش – 2018
- كريم بنزيما – 2022

#### جائزة أفضل لاعب كرة قدم في العالم(1991–2009)
اللاعبون التاليون فازوا بجائزة أفضل لاعب كرة قدم في العالم أثناء اللعب لريال مدريد:
- لويس فيغو – 2001
- رونالدو – 2002
- زين الدين زيدان – 2003
- فابيو كانافارو – 2006

#### جائزة الفيفا لأفضل لاعب للرجال(2016–)
اللاعبون التاليون فازوا بجائزة الفيفا لأفضل لاعب أثناء اللعب لريال مدريد:
- كريستيانو رونالدو – 2016، 2017
- لوكا مودريتش – 2018
- فينيسيوس جونيور – 2024

#### الحذاء الذهبي الأوروبي
فاز اللاعبون التاليون بالحذاء الذهبي الأوروبي أثناء لعبهم لصالح ريال مدريد:
- هوغو سانشيز – 1989–90 (38 هدفًا)
- كريستيانو رونالدو – 2010–11 (40 هدفًا)، 2013–14 (31 هدفًا)، 2014–15 (48 هدفًا)
- كيليان مبابي – 2024–25 (31 هدفًا)

#### لاعب العام في أندية اليويفا (1998–2010)
فاز اللاعبون التاليون بجائزة اليويفا لأفضل لاعب أثناء لعبهم لريال مدريد:
- فيرناندو ريدوندو – 2000
- زين الدين زيدان – 2002

#### جائزة أفضل لاعب في أوروبا (2011–حتى الآن)
فاز اللاعبون التاليون بجائزة أفضل لاعب في أوروبا أثناء لعبهم لريال مدريد:
- كريستيانو رونالدو – 2014، 2016، 2017
- لوكا مودريتش – 2018
- كريم بنزيما – 2022

#### لاعب الموسم في دوري أبطال أوروبا (2022–حتى الآن)
- كريم بنزيما – 2021–22
- فينيسيوس جونيور – 2023–24

#### أفضل لاعب شاب في دوري أبطال أوروبا (2022–حتى الآن)
- فينيسيوس جونيور – 2021–22
- جود بيلينغهام – 2023–24

#### الفائزون بجائزة بيتشيشي

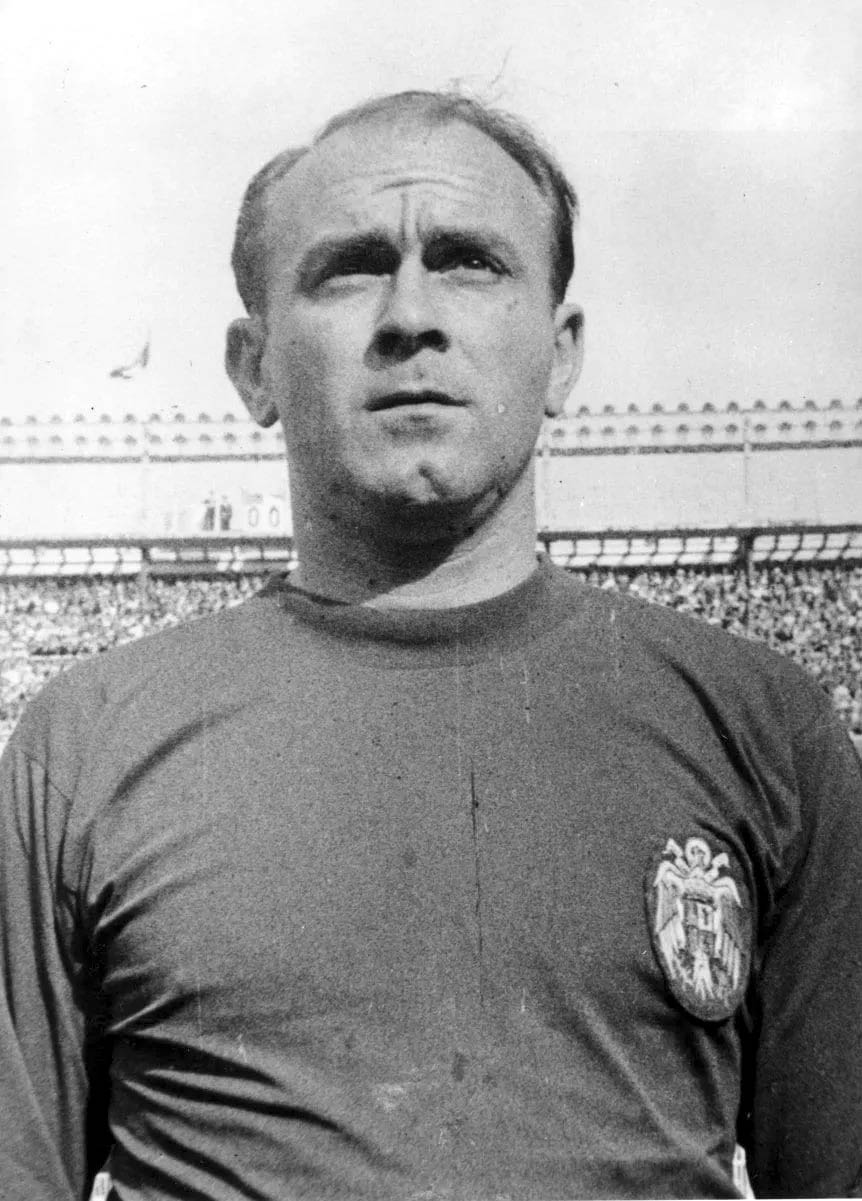
ألفريدو دي ستيفانو فاز بجائزة بيتشيشي خمس مرات (رقم قياسي)

فاز اللاعبون التاليون من ريال مدريد بجائزة بيتشيشي:
- مانويل أوليفاريس: (1) 1931–32
- باهينيو: (1) 1951–52
- ألفريدو دي ستيفانو: (5) 1953–54، 1955–56، 1956–57، 1957–58، 1958–59
- فيرينتس بوشكاش: (4) 1959–60، 1960–61، 1962–63، 1963–64
- أمانسيو: (2) 1968–69، 1969–70
- خوانيتو: (1) 1983–84
- هوغو سانشيز: (4) 1985–86، 1986–87، 1987–88، 1989–90
- إيميليو بوتراغينيو: (1) 1990–91
- إيفان زامورانو: (1) 1994–95
- راؤول: (2) 1998–99، 2000–01
- رونالدو: (1) 2003–04
- رود فان نيستلروي: (1) 2006–07
- كريستيانو رونالدو: (3) 2010–11، 2013–14، 2014–15
- كريم بنزيما: (1) 2021–22
- كيليان مبابي: (1) 2024–25

#### الفائزون بجائزة زامورا

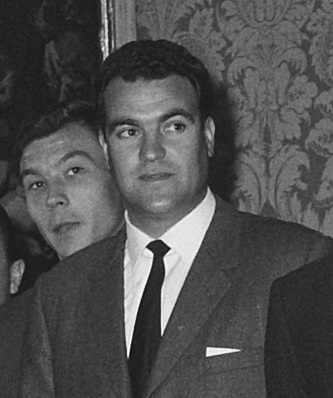
أنتونيو بيتانكورت فاز بجائزة زامورا ثلاث مرات (رقم قياسي) إلى جانب خوسيه فيسنتي ترين

فاز اللاعبون التاليون من ريال مدريد بجائزة زامورا:
- ريكاردو زامورا: (2) 1931–32، 1932–33
- خوسيه بانون: (1) 1945–46
- خوان ألونسو: (1) 1954–55
- خوسيه فيسنتي ترين: (3) 1960–61، 1962–63، 1963–64
- خوسيه أراكيستاين: (1) 1961–62
- أنتونيو بيتانكورت: (3) 1964–65، 1966–67، 1967–68
- غارسيا ريمون: (1) 1972–73
- ميغيل أنخيل: (1) 1975–76
- أغوستين: (1) 1982–83
- فرانسيسكو بويو: (2) 1987–88، 1991–92
- إيكر كاسياس: (1) 2007–08
- تيبو كورتوا: (1) 2019–20

### جوائز المدربين

#### جائزة مدرب العام للفيفا / جائزة الفيفا لأفضل مدرب
فاز المدربون التاليون بجائزة مدرب العام للفيفا / جائزة الفيفا لأفضل مدرب أثناء تدريبهم لريال مدريد:
- جوزيه مورينيو – 2010
- زين الدين زيدان – 2017
- كارلو أنشيلوتي – 2024

#### الفائزون بجائزة أفضل مدرب أندية في العالم من IFFHS
فاز المدربون التاليون بجائزة أفضل مدرب للأندية في العالم وفقًا للاتحاد الدولي لتاريخ وإحصائيات كرة القدم (بالإنجليزية: IFFHS World's Best Club Coach) أثناء تدريبهم لريال مدريد:
- فيسنتي ديل بوسكي – 2002
- جوزيه مورينيو – 2012
- كارلو أنشيلوتي – 2014، 2022، 2024
- زين الدين زيدان – 2017، 2018

#### جائزة مدرب العام للرجال (2024–حتى الآن)
فاز المدربون التاليون بجائزة مدرب العام للرجال أثناء تدريبهم لريال مدريد:
- كارلو أنشيلوتي – 2024

### جوائز النادي
- جائزة نادي القرن العشرين: 2000[93]
- وسام الاستحقاق من الفيفا: 2004

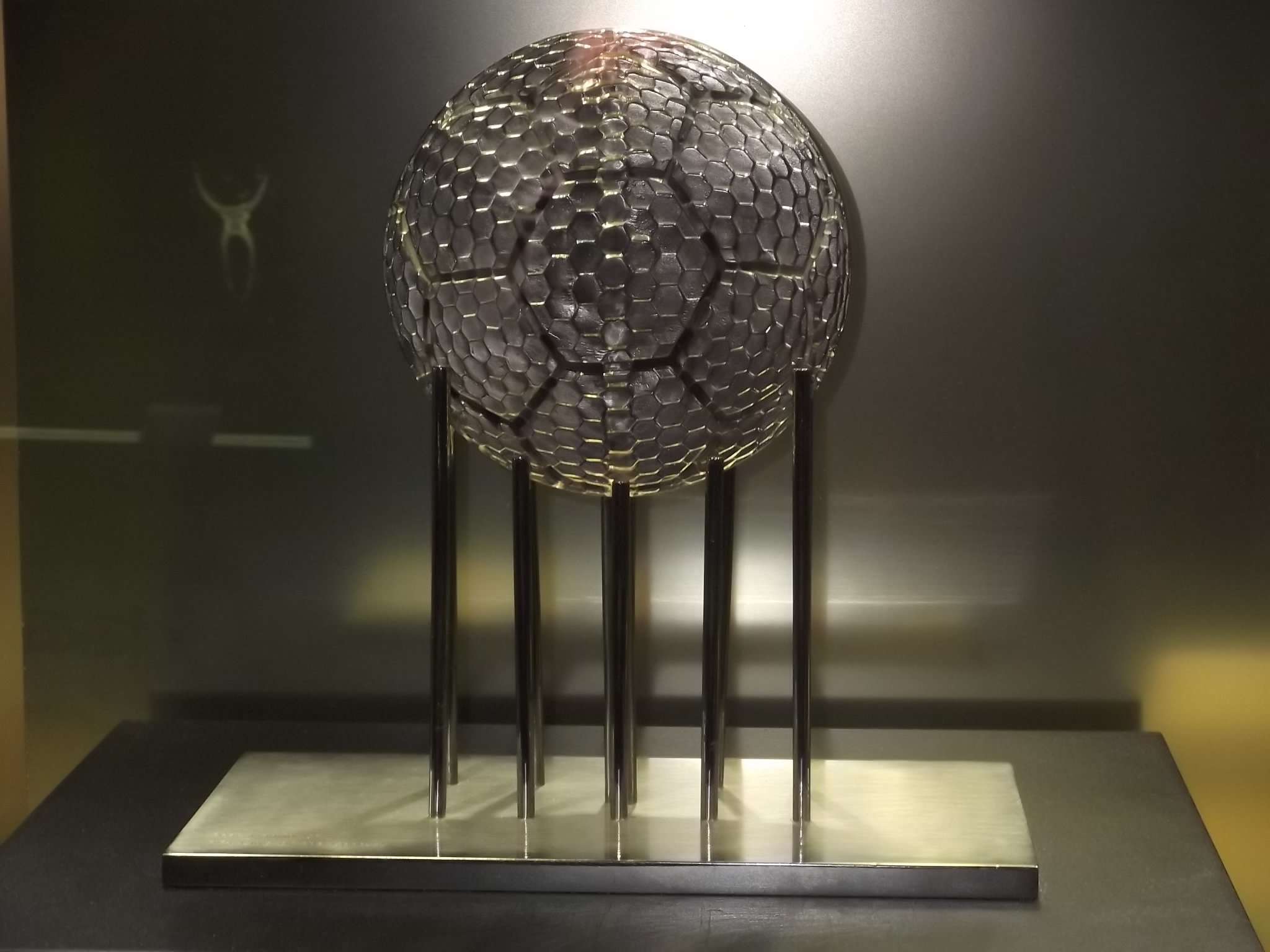
كأس نادي القرن العشرين من الفيفا، معروض في متحف ريال مدريد

- أفضل نادٍ أوروبي في القرن العشرين من الاتحاد الدولي لتاريخ وإحصاءات كرة القدم
- جائزة جلوب سوكر لأفضل نادي في القرن الواحد والعشرين[94]
- جائزة جلوب سوكر لأفضل نادي في العام: 2014، 2016، 2017، 2022، 2024 (رقم قياسي)[95]
- جائزة فريق العام للاتحاد الدوري لتاريخ وإحصاءات كرة القدم: 2000، 2002، 2014، 2017، 2024 (رقم قياسي مشترك)
- جائزة لوريوس الرياضية العالمية لفريق العام: 2025[96]
- فريق العام للرجال في العالم لكرة القدم: 2017[97]
- جائزة الكرة الذهبية لأفضل نادي للرجال: 2024[98]

## التصنيفات
- دوري أبطال أوروبا (منذ 1955): المركز الأول[99]
- معامل اليويفا – النادي الأعلى تصنيفًا حسب الفترات الممتدة لخمسة أعوام (منذ 1975–1979): 16 مرة (رقم قياسي)
- الدوري الإسباني (منذ 1929): المركز الأول

## أرقام قياسية في موسوعة غينيس
- أكثر عدد من المباريات التي فاز بها فريق كرة قدم في عصر دوري أبطال أوروبا[100]
- أكثر عدد من ألقاب الدوري الإسباني (الدرجة الأولى في كرة القدم الإسبانية)[101]
- أكثر عدد من ألقاب كأس أوروبا / دوري أبطال أوروبا لكرة القدم[102]
- أكثر عدد من الانتصارات المتتالية في الدوري الإسباني (بالمناصفة)[103]

## إنجازات أخرى
- أكثر عدد من المشاركات في دوري أبطال أوروبا: 56 موسمًا[99]
- أول نادٍ يمتلك الكأس الرسمية لبطولة كأس أوروبا.
- الفريق الرياضي الأكثر قيمة في العالم: 2013، 2014، 2015[104]
- أول نادٍ يفوز بلقبين متتاليين في الدوري الأوروبي (1985 و1986).
- النادي الوحيد في تاريخ بطولات الأندية التابعة للاتحاد الأوروبي الذي نجح في الدفاع عن لقب دوري أبطال أوروبا مرتين.[105]
- الفريق الوحيد الذي فاز بلقب كأس العالم للأندية في مناسبتين متتاليتين، وكذلك ثلاث مرات متتالية (2016، 2017، 2018).
- أول وآخر نادٍ يفوز بثلاثة ألقاب متتالية في دوري أبطال أوروبا مرتين (1956–1960 و2016–2018).[106]
- أكثر الأندية تتويجًا بلقب قائمة الأندية أبطال العالم: 9 مرات.
- النادي الأكثر قيمة في العالم: 2013–2016، 2019–2020، 2022–2023
- أعلى نادٍ دخلًا في العالم: 2006–2016، 2019، 2024–2025
- أكثر الأندية تتويجًا بلقب دوري أبطال أوروبا: 15 مرة[105]
- أكثر الأندية تتويجًا بلقب كأس السوبر الأوروبي: 6 مرات.
- أكثر الأندية تتويجًا ببطولات قائمة الأندية الفائزة ببطولات الاتحاد الأوروبي لكرة القدم: 26 لقبًا.
- أول نادٍ يدافع بنجاح عن الثنائية الأوروبية.
- النادي الوحيد الذي حقق \خمسة ألقاب متتالية في دوري أبطال أوروبا (1956–1960).
- أكثر عدد من المشاركات في نهائي دوري أبطال أوروبا: 18 مرة.
- أكثر عدد من المشاركات في نصف نهائي دوري أبطال أوروبا: 33 مرة.
- أكثر عدد من المواسم المتتالية في كأس أوروبا: 15 موسمًا (من 1955–56 إلى 1969–70).
- أكثر عدد من المشاركات المتتالية في دور المجموعات / المرحلة التمهيدية من دوري أبطال أوروبا: 29 موسمًا (من 1997–98 إلى 2025–26)[106]
- أكثر عدد من المشاركات المتتالية في الأدوار الإقصائية من دوري أبطال أوروبا: 28 موسمًا (من 1997–98 إلى 2024–25).
- أكثر عدد من المشاركات المتتالية في نصف نهائي دوري أبطال أوروبا: 8 مرات (من 2010–11 إلى 2017–18).
- أكثر عدد من المشاركات المتتالية في نهائي دوري أبطال أوروبا: 5 مرات (من 1956 إلى 1960).
- أكثر عدد من المشاركات المتتالية في النهائي خلال حقبة دوري أبطال أوروبا: 3 (بالمناصفة).
- أنجح نادٍ في أوروبا في الدفاع عن لقب دوري أبطال أوروبا: 6 مرات من أصل 15.
- أكثر نادٍ فاز بجميع مباريات مرحلة المجموعات في دوري أبطال أوروبا: 3 مرات (2011–12، 2014–15، 2023–24) (بالمناصفة).
- أول نادٍ يسجل في 34 مباراة متتالية في دوري أبطال أوروبا (بالمناصفة).[107]
- أكثر نادٍ يتجاوز الأدوار الإقصائية في تاريخ دوري أبطال أوروبا: 12